# Pessimisme filosòfic

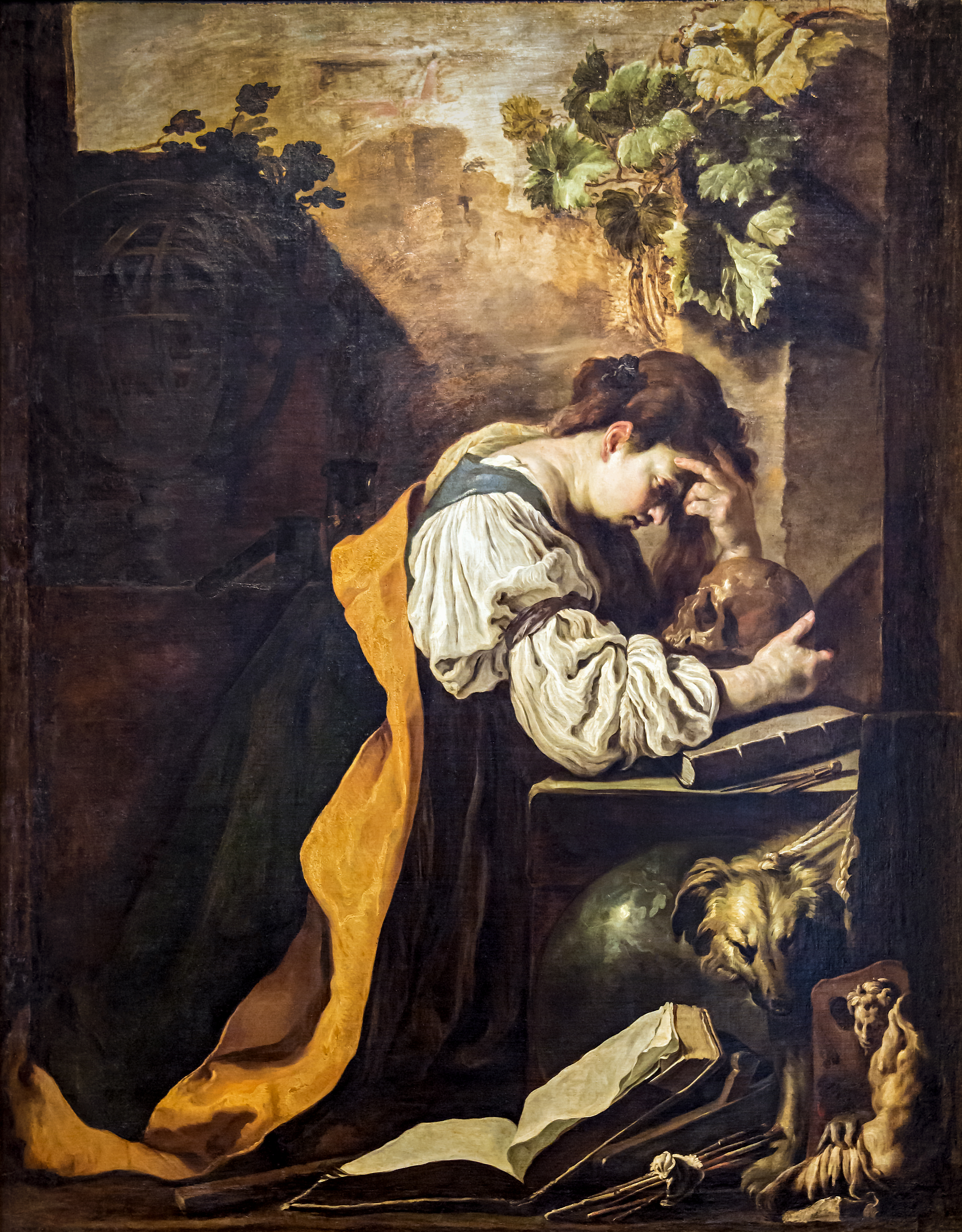
La melancolia de Domenico Fetti (1612). La mort, la finitud humana i el sofriment són els temes principals del pessimisme filosòfic

El pessimisme filosòfic és un conjunt de punts de vista filosòfics que donen un valor negatiu a la vida o a l'existència. Els filòsofs pessimistes opinen en general que el món té una prevalença empírica de dolor sobre plaer, que l'existència és ontològicament o metafísicament adversa per als éssers vius, i que la vida fonamentalment no té sentit o propòsit. Les seues respostes a aquesta condició, però, són molt variades i poden ser vitals.
El pessimisme filosòfic no és pas un sol moviment coherent, sinó que comprén un grup de pensadors mínimament associats, amb idees semblants. En Pessimisme: una història i una crítica, James Sully descriu l'essència del pessimisme filosòfic com «la negació de la felicitat o l'afirmació de la misèria inherent a la vida». Tot i que els seguidors del pessimisme filosòfic rares vegades advoquen pel suïcidi com una solució a la situació existencial humana, molts defensors seus afavoreixen l'antinatalisme, és a dir, la no-procreació.
 

## Evolució del pensament pessimista

### En la religió

#### Budisme

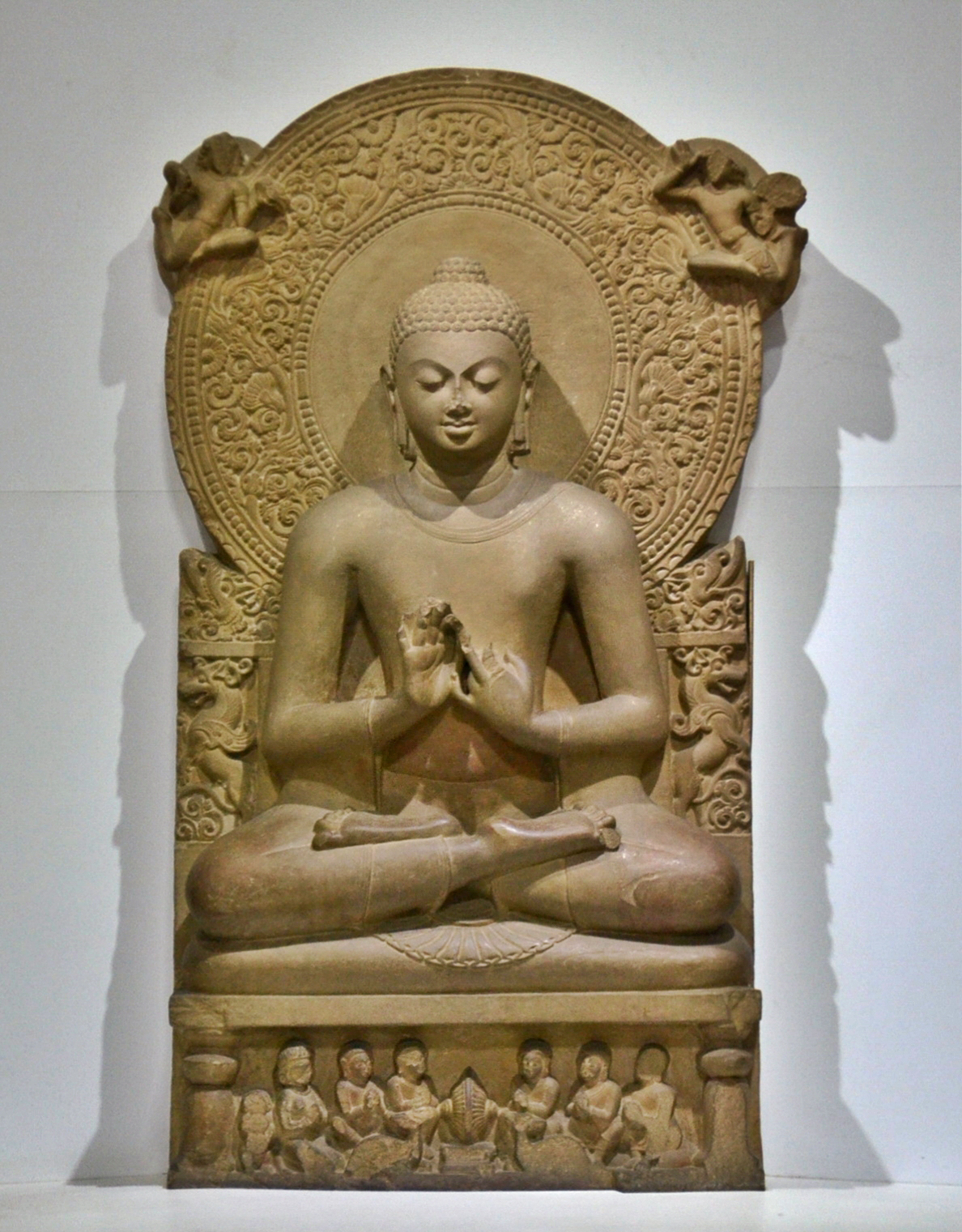
Estàtua del Buda

Històricament, el pessimisme filosòfic sembla haver aparegut per primera volta a Orient, sota l'aspecte parcialment religiós del budisme. En el Dhammacakkappavattana Sutta, Siddharta Gautama estableix la primera noble veritat de duḥkha, o patiment, com el tret fonamental de l'existència: 
"Ara bé, monjos, aquesta és la noble veritat del patiment: el naixement és patiment, l'envelliment és patiment, la malaltia és patiment, la mort és patiment; la unió amb el que desagrada és patiment; la separació del que és agradable és patiment; no aconseguir el que es vol és patiment; en resum, els cinc agregats subjectes a la inclinació estan patint."
Això hauria tingut certa influència sobre la filosofia grecoromana a partir del període ptolemaic, en concret sobre la doctrina pessimista d'Hegèsies de Cirene. Aquesta tesi l'avança Jean-Marie Guyau, que en la controvèrsia sobre el pessimisme alemany (1870-1890) detecta en la filosofia d'Hegèsies el tema pessimista del budisme, que veu com un "pal·liatiu de la vida"; i el resumeix així: 
"La majoria de vegades, l'esperança duu amb si la desil·lusió, el gaudi provoca sacietat i repugnància; en la vida, la suma de penes és major que la de plaers; cercar la felicitat, o sols el plaer, és va i contradictori, perquè en realitat sempre es trobarà un excés de penes; cal tendir només a evitar el dolor; ara bé, per a sentir menys pena, sols hi ha un camí: ser indiferent als plaers i al que els provoca, afuar la sensibilitat, anihilar el desig. La indiferència, la renúncia, és ací, per tant, l'únic pal·liatiu de la vida."

#### Judaisme i cristianisme
L'Eclesiastès és una peça de literatura sapiencial de l'Antic Testament cristià. En el capítol 1, s'expressa el punt de vista sobre la vanitat (o manca de sentit) dels esforços humans en la vida: 
"Els mots del Mestre, fill de David, rei de Jerusalem: "Sense sentit! sense sentit!" diu el Mestre. "Absolutament sense sentit! Tot manca de sentit". Què guanya la gent per tots els treballs en què s'afanyen sota el sol? Les generacions venen i van, però la terra roman per sempre. El sol ix i es pon, i s'afanya a tornar d'on ix. El vent bufa del sud i gira cap al nord; fa voltes i voltes, i sempre torna al seu curs. Tots els rierols van a parar a la mar; la mar, però, mai no s'ompli. A l'indret d'on venen els rierols, hi tornen de nou. Totes les coses cansen, més del que es pot dir. L'ull mai no s'assacia de veure, ni l'oïda de sentir. El que ha estat tornarà a ser, el que s'ha fet es tornarà a fer. No hi ha res nou sota el sol."
La mort és un element important del pessimisme. Tot i que es considera que la saviesa és més valuosa que la bogeria, la mort essencialment vicia la seua superioritat, i a causa d'això s'arriba a avorrir la vida: 
"Em vaig adonar que la saviesa és millor que la bogeria, així com la llum és millor que la foscor. Els savis tenen ulls al cap, mentre que el neci camina en la foscor; però vaig veure que tots dos arriben al mateix destí. Llavors em vaig dir entre mi: “El destí del neci també m'arribarà. Què guanye, doncs, sent savi? Em vaig dir entre mi: "Això tampoc té sentit". Perquè el savi, com el neci, no serà pas recordat per molt de temps; ja han arribat els dies en què tots dos s'han oblidat. Com el ximple, el savi també ha de morir! Per això vaig avorrir la vida, perquè el treball que es fa sota el sol m'era pesat. Res no hi té pas sentit, és com perseguir el vent."
En el capítol 4, s'expressen idees antinatalistes: 
"Vaig mirar i vaig veure de nou tota l'opressió que hi havia sota el sol: les llàgrimes dels oprimits, que no tenen pas ningú que els console; el poder estava del costat dels opressors, i aquells no tenien pas consol. I vaig dir que els morts, que ja havien mort, són més feliços que els vius, que encara estan vius. Però millor que tots dos és el que mai no ha nascut, el que no ha vist el mal que es fa davall el sol."
S'han marcat alguns paral·lels entre el Llibre de l'Eclesiastés i una antiga obra literària mesopotàmica anomenada Diàleg del pessimisme, escrita cap al 1500 abans de la nostra era. En forma de diàleg entre un amo i un esclau, l'amo en el bescanvi no pot decidir sobre cap acció, i dona ordres a l'esclau abans de cancel·lar-les immediatament i fer-lo desesperar, la qual cosa ha estat interpretada com una expressió de la futilitat de les accions humanes.
En la Bíblia, Jesús a voltes mostra dubtes sobre el valor del món, com ara en l'Evangeli de Joan: "Si fosses del món, el món t'estimaria com a un mateix. Perquè no sou d'aquest món, sinó que jo us he elegit d'entre el món; per això el món vos odia.”

#### Gnosticisme

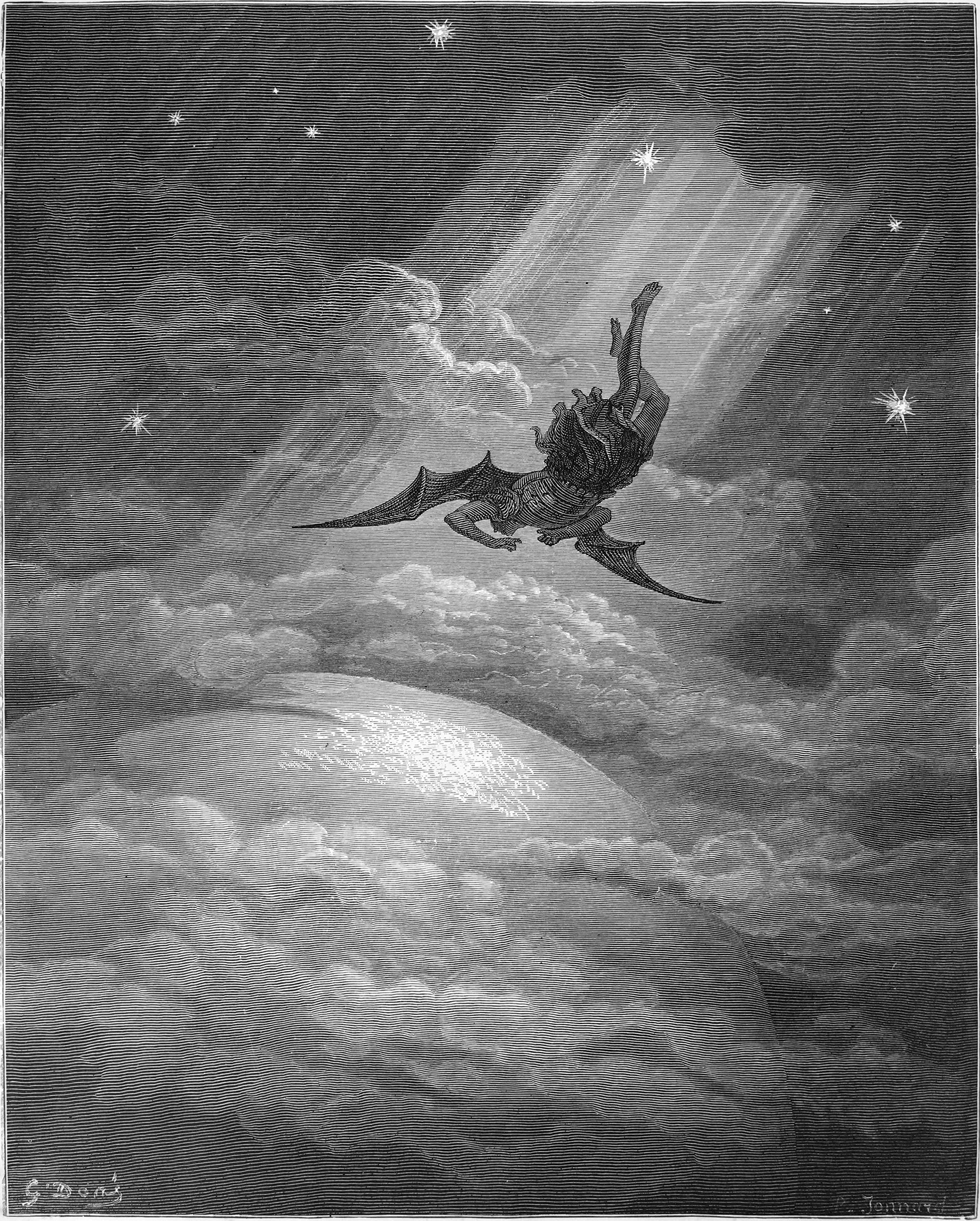
Il·lustració del 1866 de Gustave Doré per al Paradís perdut de Milton. Per als gnòstics, l'ésser humà ha estat "llançat" al món i està condemnat a viure en la humiliació i el sofriment

El gnosticisme fou un moviment religiós complex dins la filosofia grecollatina, que sovint afirmava ser el cristianisme "veritable", tot i que l'Església catòlica el consideràs herètic. Es caracteritza per una filosofia de salvació basada en la gnosi, això és, en el coneixement de la divinitat, i per la seua denigració del món terrenal, creat per un poder maligne. El gnòstic sol considerar negativament el cos: la "presó", la "tomba" o el "cadàver" en què ha estat tancat el seu autèntic jo. És una cosa aliena que cal suportar, un "company no desitjat", un "intrús" que arrossega l'esperit cap avall, i el submergeix en el degradant oblit del seu origen. La carn s'interpreta així com un estat d'humiliació i patiment engendrat per una força demoníaca que aguaita en la matèria. Aquest estat condemna totes les persones a viure en una mena d'infern que és el món sensible. La visió pessimista dels gnòstics s'estén a tot el cosmos, concebut com una obra fallida, fins i tot fatal o criminal. L'ésser humà hi és "llançat", i després tancat sense esperança.
En la cosmovisió gnòstica, el problema del mal condueix a l'adopció d'una perspectiva dualista: el gnòstic oposa Déu o l'esperit a la matèria o a un principi maligne, o bé el distingeix del Déu transcendent, desconegut o alié al món i absolutament bo, un demiürg, déu inferior o enemic, creador del món i dels cossos. En aquest darrer cas, la divinitat, rebutjada fora del món sensible, només resta en la part "lluminosa" de l'ànima humana, extingida, però, en la gran majoria dels humans. A més a més d'afirmar el caràcter intrínsecament dolent del món, el gnòstic el concep hermèticament tancat, envoltat de "tenebres exteriors", d'una "gran mar" o d'un "mur de ferro" identificat amb el cel. No sols està fortificat contra Déu, sinó que Déu mateix ha estat forçat a enfortir-se contra l'abast del món. Unes barreres inexorables s'oposen així a la fuita de l'ànima del regne terrenal.
Habitat pel sentiment de ser un estrany en el món, on ha hagut de caure, el gnòstic descobreix que és en essència un nadiu d'un més enllà, tot i que el seu cos i les seues baixes passions pertanguen a aquest món. Comprén que pertany a l'estirp (genos) dels triats, éssers superiors i "hipercòsmics". Si anhela una vida després de la mort, és perquè experimenta una nostàlgia per la terra originària de la qual ha caigut. Aquest anhel afecta la part superior de la seua ànima, que és un principi diví exiliat en la terra, i que només pot salvar amb el reconeixement del seu origen, la gnosi pròpiament dita. Aquells la part superior dels quals de l'ànima ha quedat extingida, o que en manquen, és a dir, tots els que els gnòstics anomenen hilics (la majoria dels éssers humans i tots els animals), estan condemnats a la destrucció o a vagar per aquest món, travessant l'aterridor cicle de les reencarnacions.

### Antiga Grècia

#### Hegèsies de Cirene
Hegèsies de Cirene fou un filòsof grec nascut a Líbia, al voltant de l'any 290 abans de la nostra era. Provenia de la doble tradició socràtica i hedonista de l'escola cirenaica, però se'n distingeix clarament pel pessimisme filosòfic radical que se li atribueix. Tots els seus escrits s'han perdut i només en coneixem el que diu Diògenes Laerci, que el considerava “l'advocat del suïcidi”. Laerci li atribueix a Hegèsies l'afirmació de la impossibilitat de la felicitat: igual que els pessimistes filosòfics posteriors, Hegèsies argumenta que la felicitat duradora és impossible d'aconseguir i que tot el que podem fer és tractar d'evitar el dolor tant com puguem: "La felicitat total no pot pas existir; ja que el cos és reblert de moltes sensacions, i la ment simpatitza amb el cos, i es torba quan aquest es torba, i també la fortuna impedeix moltes coses que acaronem per endavant; de manera que, per tot açò, la felicitat perfecta escapa al nostre abast."
Hegèsies afirmava que tots els objectes, fets i accions exteriors són indiferents per al savi, fins i tot la mort: "al neci li convé viure; al savi, però, li és indiferent". Segons Ciceró, Hegèsies escrigué un llibre anomenat Mort per inanició (grec: ἀποκαρτερῶν), que suposadament va persuadir moltes persones que la mort era més desitjable que la vida, i això li valgué el malnom de persuasiu de la mort (grec: πεισιθάνατος). És per això que el faraó Ptolemeu II Filadelf va prohibir a Hegèsies ensenyar a Alexandria. 

### Edat mitjana
Abu-l-Alà al-Maarrí i Omar Khayyam són dos escriptors medievals que destaquen per la seua expressió d'una visió filosòficament pessimista en la poesia.

#### Abu-l-Alà al-Maarrí
Al-Maarrí era un lliurepensador, escèptic i racionalista, que considerava la raó com a única font de saviesa. Rebutjà els dogmes religiosos i fou crític amb l'islam, el judaisme, el cristianisme i el zoroastrisme. Tenia un estil de vida ascètic i era un vegà estricte. Es considerava antinatalista, en línia amb el seu pessimisme, argumentant que els xiquets no haurien de nàixer per a evitar-los els sofriments de la vida. El seu pessimisme podria explicar-se en part per la seua ceguesa des de la infantesa: es va descriure a si mateix com un "presoner doble" de la ceguesa i l'aïllament.

#### Omar Khayyam
Una lectura literal de la poesia d'Omar Khayyam fa interpretar la seua actitud filosòfica envers la vida com una combinació de pessimisme, nihilisme, epicureisme, fatalisme i agnosticisme.  :6  Aquest punt de vista l'adopten autors com ara Arthur Christensen, H. Schaeder, Richard N. Frye, Edward Denison Ross, :365  Edward Henry Whinfield  :40  i George Sarton.  :18  En canvi, les quartetes de Khayyam també han estat descrites com a poesia mística sufí. A més de les quartetes perses, J. C. E. Bowen (1973) esmenta que els poemes àrabs de Khayyam també "expressen un punt de vista pessimista que està d'acord amb la perspectiva del filòsof racionalista profundament reflexiu que històricament se sap que Khayyam fou".  :69 Edward FitzGerald ressaltà l'escepticisme religiós que va trobar en Khayyam. En el seu prefaci al Rubaiyat afirmà que "era odiat i temut pels sufís", i que negà qualsevol pretensió d'al·legoria divina: "el seu vi és el veritable suc del raïm". :62  Sadik Hidayat fou un dels defensors més notables de la filosofia de Khayyam com a escepticisme agnòstic i, segons Jan Rypka (1934), fins i tot considerava a Khayyam un ateu. Sadik Hidayat (1923) afirma que "si bé Khayyam creu en la transmutació i transformació del cos humà, no creu pas en una ànima separada; si tenim sort, les nostres partícules corporals s'usarien per a fer una gerra de vi". La poesia d'Omar Khayyam s'ha citat en el context del nou ateisme, com en The Portable Atheist de Christopher Hitchens.

### 

#### Baltasar Gracián

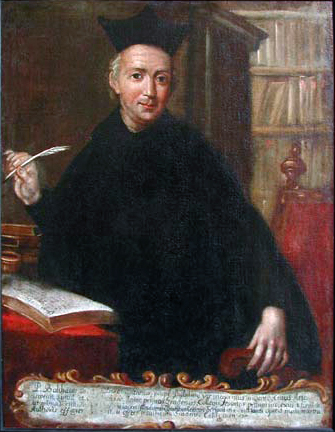
Gracián va veure el món ple d'engany, duplicitat i desil·lusió

La novel·la El Criticón de Baltasar Gracián es considera una al·legoria de la recerca humana de la felicitat que resulta infructuosa en la Terra, i fa un quadre ombrívol de la condició humana.
El seu llibre d'aforismes Oracle manual i art de prudència tracta sobre l'ideal cultural del desengany. Es diu, però, que Gracián afirmava que el viatge de la vida és quan una persona perd els conceptes erronis sobre el món, però no pas les il·lusions. Jennifer A. Herdt argumenta que Gracián pensava que "el que el món valora és enganyós simplement perquè sembla sòlid i durador; de fet, però, és impermanent i transitori. Havent-nos-en adonat, ens allunyem de la recerca de les coses que passen i ens esforcem per aferrar-nos a les que no ho fan".
Arthur Schopenhauer va avalar les obres de Gracián i considerava El Criticón "absolutament únic ... un llibre fet per a un ús constant ... un company per a tota la vida ... [per als] que desitgen prosperar en el gran món". La perspectiva pessimista de Schopenhauer va ser influenciada per Gracián, i traduí L'oracle manual i L'art de la prudència a l'alemany. Lloà a Gracián pel seu estil d'escriptura aforístic (conceptisme) i el citava sovint en les seues obres.

#### Blaise Pascal

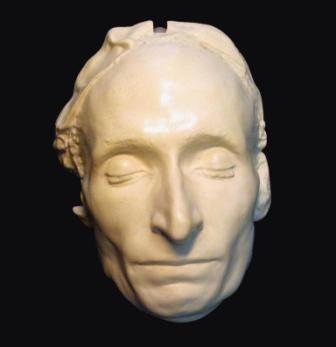
Blaise Pascal (màscara mortuòria). Per a Pascal, els humans estan irremeiablement caiguts

Blaise Pascal abordà el pessimisme des d'una perspectiva cristiana. Va publicar Pensées, uns aforismes pessimistes amb la intenció de ressaltar la misèria de la condició humana i orientar les persones cap a la "salvació" per la religió cristiana.
En un article del 1945, Albert Camus escrigué: "la idea que una filosofia pessimista és necessàriament una filosofia del desànim és una idea pueril". Camus ajudà a popularitzar la idea de l'absurd, un terme clau en el seu famós assaig El mite de Sísif. Igual que els filòsofs pessimistes anteriors, Camus veié la consciència i la raó humanes com allò que "m'oposa a tota la creació".  Per a Camus, aquest xoc entre una ment raonadora que anhela significat i un món "silenciós" és el que produeix el problema filosòfic més important: el suïcidi. Camus creia que les persones sovint escapen de l'absurd amb "elusió" (l'esquive), un "truc" per a "aquells que viuen no pas per a la vida mateixa sinó per a una gran idea que la transcendirà, la refinarà, li donarà un sentit". Considerava el suïcidi i la religió com a maneres no autèntiques d'eludir o escapar del problema de l'existència. Per a Camus, l'única opció era acceptar-ho de manera rebel i viure amb l'absurd, perquè "no hi ha destí que no puga ser superat pel menyspreu". Va il·lustrar la seua resposta a la condició de l'absurd utilitzant el personatge mític grec de Sísif, condemnat pels déus a empényer una roca pujol amunt per sempre. Camus imaginà Sísif mentre empenyia la roca, adonant-se de la inutilitat de la seua tasca, però fent-la de totes maneres per rebel·lia: "Cal imaginar-se Sísif feliç".
En un article del 1945, Albert Camus escrigué: "la idea que una filosofia pessimista és necessàriament una filosofia del desànim és una idea pueril". Camus ajudà a popularitzar la idea de l'absurd, un terme clau en el seu famós assaig El mite de Sísif. Igual que els filòsofs pessimistes anteriors, Camus veié la consciència i la raó humanes com allò que "m'oposa a tota la creació".  Per a Camus, aquest xoc entre una ment raonadora que anhela significat i un món "silenciós" és el que produeix el problema filosòfic més important: el suïcidi. Camus creia que les persones sovint escapen de l'absurd amb "elusió" (l'esquive), un "truc" per a "aquells que viuen no pas per a la vida mateixa sinó per a una gran idea que la transcendirà, la refinarà, li donarà un sentit". Considerava el suïcidi i la religió com a maneres no autèntiques d'eludir o escapar del problema de l'existència. Per a Camus, l'única opció era acceptar-ho de manera rebel i viure amb l'absurd, perquè "no hi ha destí que no puga ser superat pel menyspreu". Va il·lustrar la seua resposta a la condició de l'absurd utilitzant el personatge mític grec de Sísif, condemnat pels déus a empényer una roca pujol amunt per sempre. Camus imaginà Sísif mentre empenyia la roca, adonant-se de la inutilitat de la seua tasca, però fent-la de totes maneres per rebel·lia: "Cal imaginar-se Sísif feliç".

#### Nicolas Malebranche

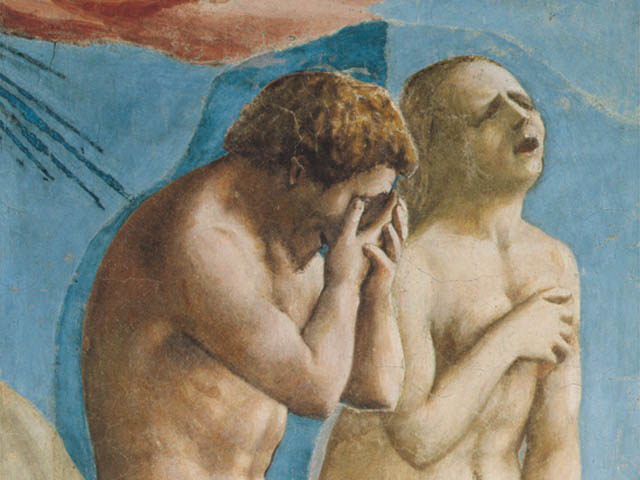
Adam i Eva expulsats de l'Eden (1425). Igual que Pascal, Malebranche es troba en la tradició agustiniana del cristianisme, en què la naturalesa humana es veu fatalment esclavitzada al pecat original

Nicolas Malebranche fou un filòsof i teòleg de tradició agustiniana que tractà de reconciliar el racionalisme cartesià amb els dogmes cristians. Conegut sobretot per les seues tesis de la visió de les idees en Déu i de l'ocasionalisme, sosté el paper actiu de Déu en tots els aspectes del món, així com la total dependència de l'ànima envers ell. Segons Nicolas Malebranche, el pecat original va corrompre la naturalesa humana, i de llavors ençà aquest està condemnat a la concupiscència. En pecar el primer humà, va perdre el poder original de control sobre el seu cos, que no es pogué transmetre després. La unió de l'ànima i el cos, que s'establí per a benefici de l'ànima, es transformà en la dependència de l'ànima del cos, i "la concupiscència, que no és sinó aquesta dependència, difon una corrupció general en el gènere humà". La rebel·lió del cos és per a Malebranche l'únic principi de tots els vicis de l'ànima. En l'ésser humà és incessant, perquè la seua ànima està irremeiablement caiguda.
L'adhesió de Malebranche als principis de la fisiologia mecanicista, junt amb la seua denigració del cos, el duu a idear la transmissió generacional del pecat des d'Adam sols per via corporal. Una de les explicacions donades sobre això és que hi ha una comunicació del cervell de la mare amb el del fill o filla al ventre. Una altra explicació es basa en les disposicions naturals i mecàniques del cervell del xiquet o xiqueta per a la imitació. Sempre, el pecat original resta marcat en les fibres del cervell. Així, els fills "encara guarden petjades i impressions dels seus primers pares en el cervell". És, doncs, per les lleis del cos que la falta inicial es transmet i s'estén a tots els humans i s'hi fa perpètua.
Amb la seua teoria fisiològica de la transmissió del pecat, Malebranche es reaferma en el pes definitiu que exerceix sobre nosaltres el pecat original, del qual no podem alliberar-nos pas. Matisant, però, el seu pessimisme, distingeix entre les connexions que uneixen els estats cerebrals a pensaments o sentiments correlatius. Les que, nascudes del costum, es poden modificar, i les que, heretades dels avantpassats, no podem pas de cap manera canviar. Amb això explica el poder que tenim per a modificar la personalitat individual, en particular mitjançant l'educació. Per a ell, però, la naturalesa humana roman fatalment esclava del pecat, de manera que la nostra inclinació a les coses sensibles que en resulta només es pot veure enfortit de generació en generació. Només la gràcia de Crist aconsegueix contrarestar, en alguns de nosaltres, aquesta tendència natural de la història humana, que és la història de la nostra perdició.

### Segle XVIII

#### Voltaire
En reacció al terratrèmol de Lisboa del 1755, Voltaire compongué el pessimista Poema sobre el desastre de Lisboa, en què refutava l'axioma optimista d'Alexander Pope en el seu poema Assaig sobre l'home que "tot està bé". El Poema sobre el desastre de Lisboa és en especial pessimista sobre l'estat de la humanitat i la naturalesa divina. Com a resposta a aquest poema, Jean-Jacques Rousseau envià a Voltaire una carta en què li replicava que "tots els mals de la humanitat són resultat de faltes humanes".
Voltaire fou el primer europeu que fou etiquetat com a pessimista pels seus crítics, en resposta a la publicació i l'èxit internacional de la seua novel·la satírica Càndid o l'optimisme del 1759, un tractat contra l'optimisme deista de Gottfried Leibniz, en què refutava la seua afirmació de “vivim en el millor dels mons possibles”. Tot i que ell també era deista, Voltaire va argumentar en contra de l'existència d'un Déu personal compassiu, amb la seua interpretació del problema del mal.

### Segle XIX

#### Giacomo Leopardi

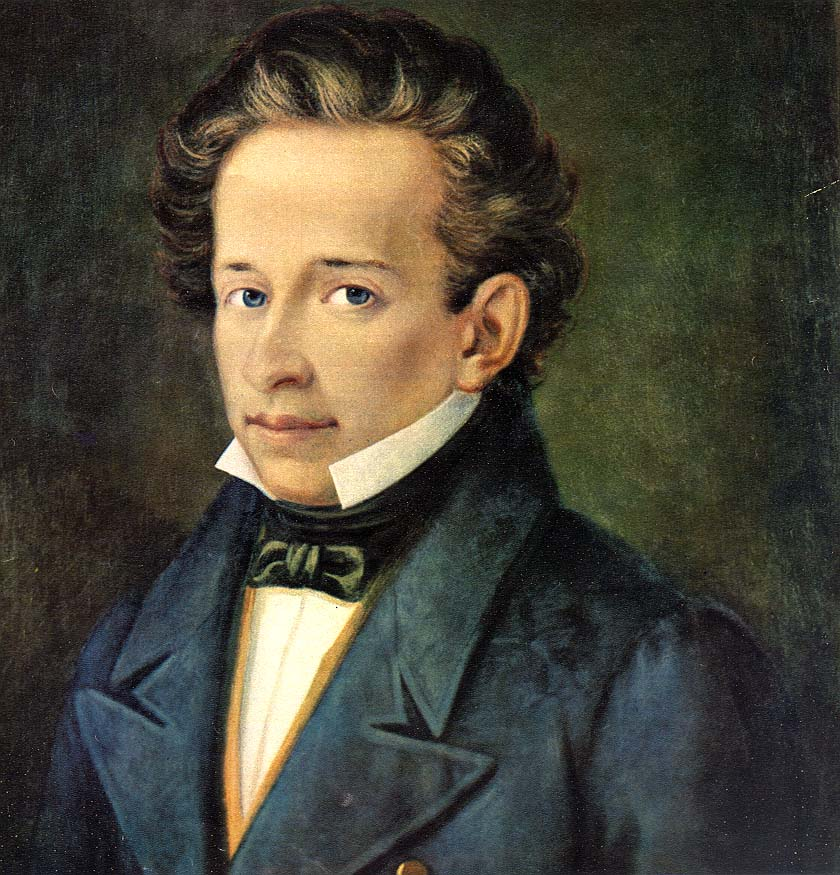
El pessimisme de Giacomo Leopardi ha estat etiquetat com a "pessimisme còsmic", o la creença en la infelicitat radical i irreparable humana

Tot i ser una figura poc coneguda fora d'Itàlia, Giacomo Leopardi influí molt en el segle xix, sobretot en Schopenhauer i Nietzsche.:50  En els seus assaigs, aforismes, rondalles i paràboles obscurament còmics, la vida es descriu sovint com una espècie de broma o error diví. Per a Leopardi, els humans tenen un desig il·limitat de plaer, que no pot ser pas satisfet per cap alegria específica. El problema existencial per als éssers humans emergeix en el desig real de plaers existents particulars, perquè aquests són tots finits i no poden pas satisfer el desig d'infinit: 
En un article del 1945, Albert Camus escrigué: "la idea que una filosofia pessimista és necessàriament una filosofia del desànim és una idea pueril". Camus ajudà a popularitzar la idea de l'absurd, un terme clau en el seu famós assaig El mite de Sísif. Igual que els filòsofs pessimistes anteriors, Camus veié la consciència i la raó humanes com allò que "m'oposa a tota la creació".  Per a Camus, aquest xoc entre una ment raonadora que anhela significat i un món "silenciós" és el que produeix el problema filosòfic més important: el suïcidi. Camus creia que les persones sovint escapen de l'absurd amb "elusió" (l'esquive), un "truc" per a "aquells que viuen no pas per a la vida mateixa sinó per a una gran idea que la transcendirà, la refinarà, li donarà un sentit". Considerava el suïcidi i la religió com a maneres no autèntiques d'eludir o escapar del problema de l'existència. Per a Camus, l'única opció era acceptar-ho de manera rebel i viure amb l'absurd, perquè "no hi ha destí que no puga ser superat pel menyspreu". Va il·lustrar la seua resposta a la condició de l'absurd utilitzant el personatge mític grec de Sísif, condemnat pels déus a empényer una roca pujol amunt per sempre. Camus imaginà Sísif mentre empenyia la roca, adonant-se de la inutilitat de la seua tasca, però fent-la de totes maneres per rebel·lia: "Cal imaginar-se Sísif feliç".
En contra de la visió socràtica dels diàlegs de Plató, en què s'uneix la saviesa o el coneixement amb la felicitat, Leopardi sosté que la filosofia, en destruir les falses opinions i la ignorància, revela als humans veritats que s'oposen a la seua felicitat: “Estan totalment equivocats els que diuen i prediquen que la perfecció humana consisteix en el coneixement de la veritat i que tots els seus mals provenen de falses opinions i de la ignorància. I també ho estan els que diuen que l'espècie humana serà en acabant feliç quan tots o la majoria d'humans coneguen la veritat i governen les seues vides segons les seues normes".  Per a Giacomo Leopardi, la conclusió darrera a què ens duu filosofar és que, paradoxalment, no hem de filosofar. Tal conclusió, però, sols pot aprendre's a costa d'un mateix, i fins i tot una vegada apresa no pot ser posada en pràctica perquè "no està en poder de les persones oblidar les veritats que coneixen, i perquè un pot més fàcilment bandejar qualsevol altre hàbit que no siga el de filosofar. En resum, la filosofia comença esperant i prometent curar els nostres mals i acaba desitjant en va trobar un remei per a si mateixa.”
 
Leopardi considerava la natura com a antagònica a la felicitat humana i de totes les altres criatures. En el seu Dialèg entre la natura i un islandés, l'islandés relata com, en el seu intent per escapar del patiment, es veu atacat pel clima sever, els desastres naturals, altres animals, les malalties i l'envelliment. A la fi del diàleg, li pregunta a la Natura: "Per al plaer i el servei de qui es manté aquesta vida miserable del món, pel patiment i la mort de tots els éssers que el componen?", a la qual cosa la natura no dona directament una resposta, sinó que dos lleons famolencs apareixen d'improvís i devoren l'islandés, i guanyen així la força per a viure un dia més.
La resposta de Leopardi a aquestes condicions fou fer-los front i tractar de viure una vida vibrant i grandiosa, arriscar-se i assumir tasques difícils. Deia que aquesta incertesa fa que la vida siga valuosa i emocionant; no allibera, però, l'ésser humà del patiment; és més aviat un abandó de la recerca inútil de la felicitat. Va utilitzar l'exemple de Cristòfor Colom, que va emprendre un viatge perillós i incert i per això va arribar a apreciar la vida més plenament. Leopardi també veié la capacitat dels humans per a riure's de la seua condició com una qualitat lloable que pot ajudar-los a bregar amb la seua situació: "Qui té el coratge de riure és amo del món, igual que el que està preparat per a morir".

### Crítica del pessimisme alemany a l'estat francés
Tot i que les primeres manifestacions del pessimisme filosòfic es remunten a l'Antiguitat, mai abans no havia pres un gir tan sistemàtic i tan reflexiu com a Alemanya durant la segona meitat del segle xix. Durant uns cinquanta anys, el tema del pessimisme es va debatre en el context del Weltschmerz. La qüestió del pessimisme dominava el pensament filosòfic alemany, i la controvèrsia del pessimisme n'arribà a ser el principal punt de disputa. Aquesta discussió va coincidir en gran manera amb el que constituïa la seua tesi central, sobre el valor negatiu de l'existència.

#### Arturo Schopenhauer

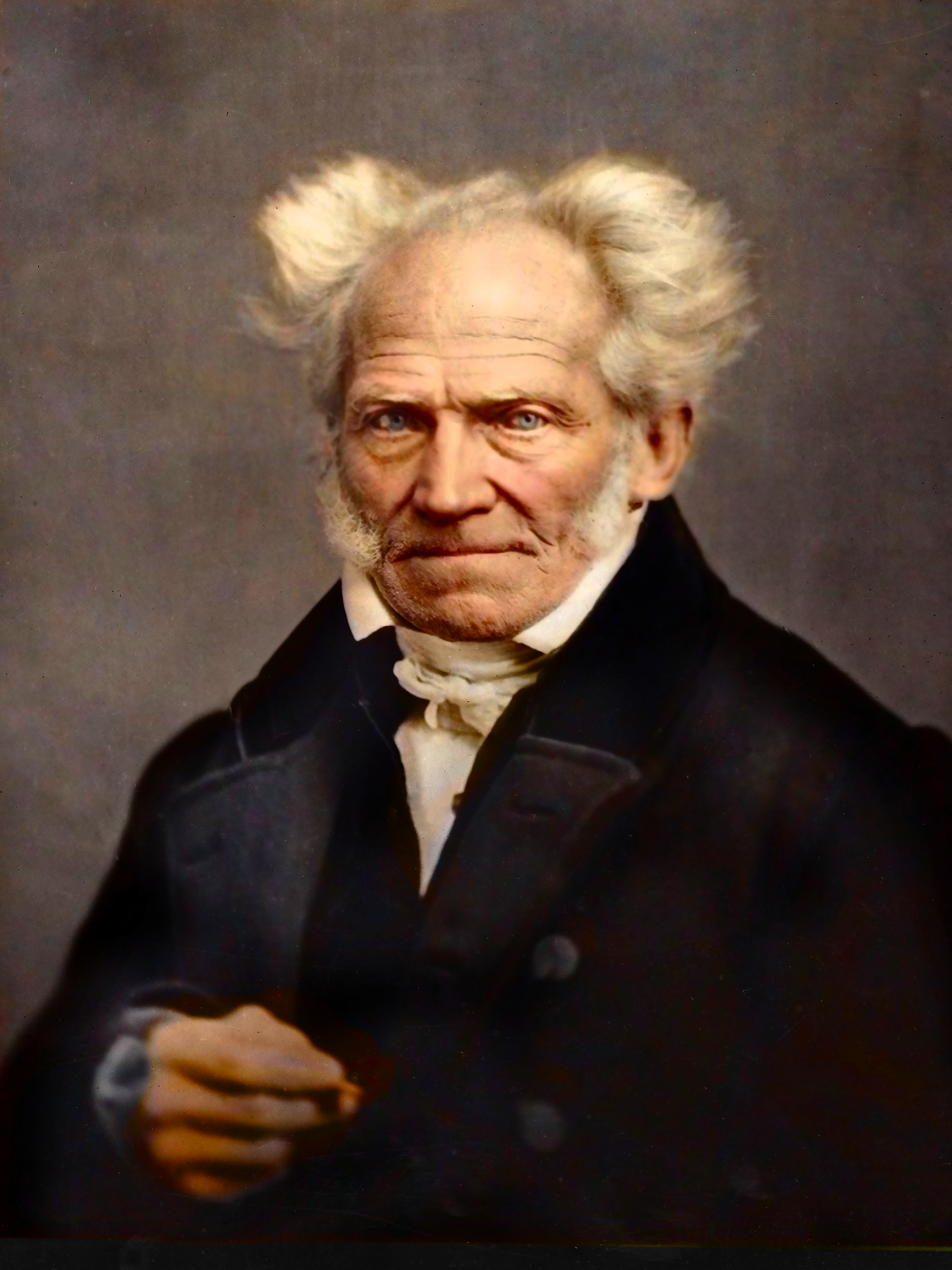
Arthur Schopenhauer considerava que el món era el producte d'una força metafísica irracional i insaciable a la qual denominà "voluntat"

La primera exposició del pessimisme filosòfic de manera sistemàtica, amb una estructura metafísica subjacent, la presentà Arthur Schopenhauer en el segle xix. El pessimisme de Schopenhauer provenia de la seua anàlisi de la vida com a producte d'una voluntat còsmica insaciable. Considerava que la voluntat era l'últim noümen animador metafísic, i el descrivia com un esforç sense fi, inquiet, que abasta tant el regne inorgànic com l'orgànic, i l'aprehensió del qual més intuïtiva i directa la poden aconseguir els éssers humans amb l'observació del seu propi cos i desigs:
En la natura-sense-coneixement, el seu ésser interior [és] un esforç constant sense fi ni descans, i això es veu molt més clarament quan considerem l'animal o l'humà. La voluntat i l'esforç són tota la seua essència, i es poden comparar plenament amb una set insadollable. La base de tot voler, però, és la necessitat, la mancança i, per tant, el dolor, i per la seua mateixa naturalesa i origen està destinat al dolor. Si, per contra, li manquen els objectes de la voluntat, perquè una satisfacció massa fàcil l'en priva immediatament, li sobrevé un buit i un avorriment espantosos; en altres paraules, el seu ésser i la seua existència li esdevenen una càrrega intolerable. La seua vida, per tant, oscil·la com un pèndol entre el dolor i l'avorriment, i aquests dos són, de fet, els seus constituents darrers.
Schopenhauer va veure la raó humana feble i insignificant en comparança amb la voluntat; en una metàfora, comparava l'intel·lecte humà amb un coix vident, que cavalca a les espatles d'una persona forta però cega (la voluntat). Assenyalà que, una vegada que els desigs estan satisfets, el sentiment de satisfacció no dura massa, i n'és simplement el punt de partida de nous desigs i que, com a resultat, els humans passen la major part de la vida en un estat de lluita sense fi; en aquest sentit, no són més que voluntat. Fins i tot els moments de satisfacció, quan s'assoleixen i no donen pas immediatament a nous desigs, només duen a un abandó en l'avorriment, i això per a Schopenhauer és una prova directa que l'existència no té valor real en si mateixa:
"Perquè, què és l'avorriment sinó el sentiment del buit de la vida? Si la vida -l'anhel de la qual és l'essència mateixa del nostre ésser- tingués un valor intrínsec positiu, no existiria pas l'avorriment en absolut: la sola existència ens satisfaria per si mateixa, i res no ens mancaria pas."
Schopenhauer argumenta -com Thomas Hobbes- que la vida és una guerra de tots contra tots, plena de conflictes i lluites constants, no sols avorriment i desigs incomplerts. En aquesta lluita, cada fenomen diferent de la voluntat de viure disputa amb els altres per a mantenir-ne l'existència: 
"Aquest conflicte universal es veu més nítidament en el regne animal. Els animals tenen el regne vegetal com a aliment, i dins del regne animal cada animal és presa i aliment d'un altre. Això significa que la matèria en què es manifesta la Idea d'un animal ha de prescindir de la manifestació d'una altra Idea, perquè qualsevol animal només pot mantenir la seua pròpia existència amb l'eliminació incessant de la d'un altre. Així, la voluntat de viure se sol alimentar de si mateixa, i és de diferents maneres el seu propi aliment, fins que, en acabant, l'espècie humana, perquè en sotmet totes les altres, considera la natura com fabricada per al seu propi ús. Però... aquesta mateixa espècie humana revela en si mateixa amb terrible claredat aquest conflicte, aquesta divergència de la voluntat amb si mateixa, i tenim l'homo homini lupus."
Afirmava també que el plaer i el dolor eren asimètrics: el plaer té una naturalesa negativa, mentre que el dolor és positiu. Amb això deia que el plaer no ens arriba originàriament i per si mateix, sinó que existeix com una eliminació d'un dolor o desig anterior, mentre que el dolor es proclama directament i immediata a la nostra percepció:
"Qualsevol satisfacció, o el que se sol dir felicitat, és real i essencialment sempre negativa només, i mai no positiva. No és una gratificació que ens arriba originàriament i per si mateixa, sinó que ha de ser sempre la satisfacció d'un desig. Perquè el desig, és a dir, la necessitat, és la condició anterior de qualsevol plaer; amb la satisfacció, però, cessa el desig i per tant el plaer; i així la satisfacció o gratificació mai no pot ser més que l'alliberament d'un dolor, d'una necessitat... El que se'ns dona immediatament és sempre només la necessitat, és a dir, el dolor. La satisfacció i el plaer només poden conéixer-se de manera indirecta recordant el patiment i la privació anteriors que cessaren en la seua entrada."
Respecte a la vellesa i la mort, a les quals qualsevol vida es dirigeix necessàriament, Schopenhauer les descrigué com una sentència de condemna de la natura mateixa sobre cada fenomen particular de la voluntat de viure, indicant així que l'esforç de cada fenomen està destinat a frustrar-se i és essencialment buit i va, perquè si fóssem una cosa valuosa en si mateix, o incondicional i absoluta, no tindríem com a meta la inexistència:
"Quina diferència hi ha entre el nostre començament i la nostra fi! El primer en el frenesí del desig i l'èxtasi del plaer sensual; el darrer en la destrucció de tots els òrgans i la pudor d'humitat dels cadàvers. El camí de la naixença a la mort va sempre cap avall respecte al benestar i al gaudi de la vida; la infantesa feliçment somniadora, la joventut joiosa, la virilitat laboriosa, la vellesa fràgil i sovint lamentable, la tortura de la darrera malaltia i, en acabant, l'angoixa de la mort. ¿No sembla pas precisament com si l'existència fos un pas en fals les conseqüències del qual es fan com més va més evidents?"
Schopenhauer veié en la contemplació artística una fuita temporal de l'acte de desitjar. Creia que "perdent-se" en l'art es podia sublimar la voluntat. Tanmateix, pensava que sols la renúncia a l'inútil esforç de la voluntat per viure amb una mena d'ascetisme, que interpretava com una "mortificació de la voluntat" o la "negació de la voluntat de viure" (com les que practiquen els monàstics orientals i "persones santes") podria alliberar-se per complet de la voluntat.
Schopenhauer mai no utilitzà el terme pessimisme per a descriure la seua filosofia; tampoc, però, s'hi va oposar quan altres la van anomenar així. Altres termes emprats per a descriure el seu pensament són voluntarisme i irracionalisme, que tampoc no va utilitzar pas.

#### Pessimisme posterior a Schopenhauer
Durant els darrers anys de vida de Schopenhauer i els anys posteriors a la seua mort, el pessimisme esdevingué una tendència popular a l'Alemanya del segle xix, si bé va ser vist amb desdeny per les altres filosofies populars de l'època, com ara el hegelianisme, el materialisme, el neokantisme i el naixent positivisme. En una era de revolucions socials i tecnològiques, així com descobriments en la ciència, la naturalesa resignada i antiprogressista del pessimista típic era vista com un detriment per a l'evolució social. Per a respondre a aquesta creixent crítica, un grup de filòsofs molt influenciats per Schopenhauer (alguns fins i tot eren els seus coneguts personals) desenvoluparen el seu propi tipus de pessimisme, cadascú a la seua manera. Pensadors com ara Julius Bahnsen, Eduard von Hartmann, Philipp Mainländer i uns altres conrearen l'amenaça cada vegada major del pessimisme en convertir l'idealisme transcendental de Schopenhauer en el que Frederick C. Beiser anomena realisme transcendental.  La tesi idealista transcendental es que els humans només coneixen l'aparença de les coses (no les coses en si); la tesi realista transcendental afirma que "el coneixement que tenim de com ens apareixen les coses en l'experiència en dona el coneixement de les coses en si mateixes".  
En adoptar el realisme transcendental, les fosques observacions de Schopenhauer sobre la naturalesa del món es feren totalment cognoscibles i objectives, i d'aquesta manera aconseguiren certesa. La certesa de l'ésser pessimista, que la no-existència és preferible a l'existència. Això, amb la realitat metafísica de la voluntat, foren les premisses que els pensadors postchopenhauerians heretaren d'aquest pensador. A partir d'aquest punt de partida comuna, cada filòsof desenvolupà la seua pròpia visió negativa de l'ésser en les seues respectives filosofies.
Alguns pessimistes apaivagarien els crítics acceptant la validesa de les seues consideracions i abraçant l'historicisme, com n'és el cas del marmessor literari de Schopenhauer, Julius Frauenstädt, i d'Eduard von Hartmann (que li donà un gir al realisme transcendental). Agnes Taubert, esposa de von Hartmann, en la seua obra El pessimisme i els seus oponents, definí el pessimisme com "el fet de mesurar el valor eudaimonològic de la vida per a determinar si l'existència és preferible a la inexistència, o no"; com el seu espòs, Agnes Taubert argumenta que la resposta a aquest problema és "comprovable empíricament". Olga Plümacher critica el pessimisme de Schopenhauer per "no aconseguir un pessimisme tan bo com podria haver-ho fet", i fou, en conseqüència, inferior al pensament de von Hartmann sobre el tema, la qual cosa permeté el progrés social. Julius Bahnsen reformaria la comprensió del pessimisme en general, mentre que Philipp Mainländer es proposà reinterpretar la naturalesa de la voluntat, i la presentà com una voluntat de mort automortificant.

#### Julius Bahnsen

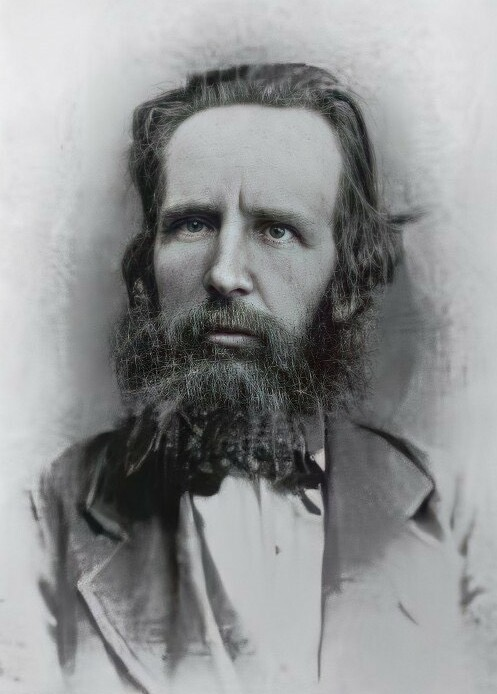
Julius Bahnsen; el seu pessimisme radical excloïa qualsevol possibilitat de progrés i alliberament

La perspectiva pessimista del filòsof alemany Julius Bahnsen se sol descriure com la forma més extrema de pessimisme filosòfic, potser fins i tot més que la de Philipp Mainländer, perquè exclou qualsevol possibilitat de redempció o salvació. Bahnsen és escèptic que l'art, l'ascetisme o fins i tot la cultura puguen traure'ns d'aquest món de patiment, o que proporcionen una fuita de l'autoturment de la voluntat.
Segons Bahnsen, el centre de la realitat rau en el conflicte interior de la voluntat, dividida en si mateixa: "volent el que no vol i no volent el que vol". Més que una simple variació de la filosofia de Schopenhauer, però semblant a la filosofia de von Hartmann, la cosmovisió de Bahnsen és una síntesi de Schopenhauer amb Hegel. Mentre von Hartmann, però, intenta moderar el pessimisme de Schopenhauer amb la creença optimista de Hegel en el progrés històric, la filosofia de Bahnsen exclou qualsevol progrés en la història per considerar-la cíclica i una contradicció constant. En prendre com a influència la dialèctica de Hegel (però no pas el seu historicisme), Bahnsen adopta sols el moment negatiu de la seua dialèctica, el seu èmfasi en la contradicció. Així, el tema primordial de la filosofia de Bahnsen esdevé la seua idea de la Realdialektik, segons la qual no hi ha pas síntesi entre dues forces contràries, sinó que en resulta l'oposició només en la negació i la consegüent destrucció dels aspectes contradictoris. Per a Bahnsen, no hi ha racionalitat en l'ésser i, per això no hi ha un poder teleològic que conduïsca al progrés a la fi de cada conflicte.
El pessimisme de Bahnsen dona un lloc central a la seua teoria de la tragèdia, corol·lari del caràcter contradictori del seu Realdialektik. Segons ell, mai no pot haver-hi una resposta consistent sobre quins deures morals o valors ha d'adoptar una persona. Qualsevol cosa que fem en la vida, sobretot en situacions morals intricades, implicarà la violació d'un deure, principi o valor bàsic en conflicte (que també mereixen ser respectats); això succeeix no sols per una manca d'absoluts morals, sinó també per concepcions contraposades del bé, que són incompatibles i perquè hi ha contramotius de pes i dignes per a cada acció en la vida.
En l'obra del 2016 Weltschmerz: Pessimism in German Philosophy, 1860-1900, el professor estatunidenc Frederick C. Beiser expressa la teoria de la tragèdia de Bahnsen així:
"El cor de la tragèdia, per a Bahnsen, consta de dos fets fonamentals: primer, que l'individu ha d'elegir entre deures en conflicte o valors incommensurables; i segon, que ell o ella serà punit, o haurà de patir, perquè ell o ella obeeix un deure o honora un valor a costa d'un altre... Com que els deures i els valors entren en conflicte, i perquè l'heroi o l'heroïna tràgics han d'actuar seguint un deure o valor en una situació concreta, ell o ella no té més remei que pecar; han de violar un altre deure o bandejar un altre valor bàsic; i per aquesta infracció o transgressió han de ser castigats. L'essència de la tragèdia, aleshores, és que hem d'actuar correctament o per bé, però que també serem castigats per això perquè no podem evitar violar altres deures i béns. Fins i tot amb les millors intencions i la consciència més primmirada, fem en acabant una cosa roïna i equivocada, i és per això que hem de pagar”.
Per a Bahnsen, l'únic respir d'una visió tan ombrívola de la vida és l'humor; és a dir, aprendre a riure'ns de nosaltres mateixos i de la nostra situació. Tot i que insisteix que l'humor no necessàriament ens trau de la nostra tràgica situació, sí que creu que ens permet separar-nos o abstraure'ns-en momentàniament (de manera similar a la visió de Schopenhauer sobre la contemplació estètica mitjançant l'art). Tanmateix, en darrer terme, no hi dona remeis duradors, ni mètodes de confiança per a escapar del patiment i els dilemes morals de la vida; el seu únic poder és alleugerir la càrrega i preparar-nos per a l'esdevenidor.

#### Philipp Mainländer

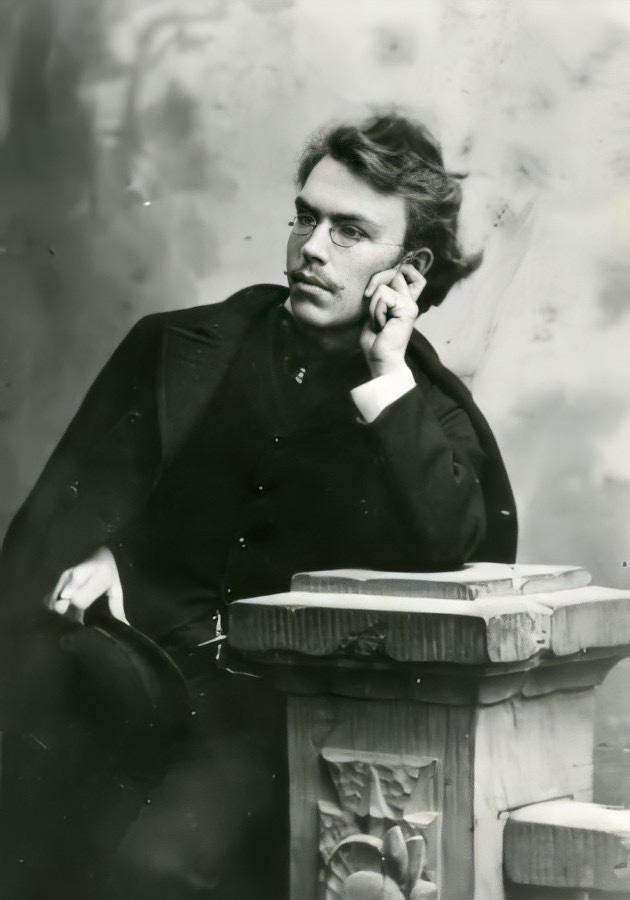
Philipp Mainländer publicà Die Philosophie der Erlösung el 1876 i es va suïcidar poc després

Philipp Mainländer fou un poeta i filòsof conegut sobretot per la seua opera magna La filosofia de la redempció (Die Philosophie der Erlösung), una obra marcada per un pessimisme radical que publicà just abans de suïcidar-se el 1876. Per a Theodor Lessing, és "tal vegada el sistema pessimista més radical conegut en el discurs filosòfic", malgrat formar part de l'herència filosòfica de Schopenhauer. Mainländer enllaça el concepte de la mort de Déu, que aviat tingué ressò en la filosofia de F. W. Nietzsche (tot i que amb un significat més metafísic), i la noció de "voluntat de mort". La voluntat de mort, que és una manera invertida de la voluntat de viure de Schopenhauer, és el principi de l'existència des de l'inici del món: Déu es va matar a si mateix en crear el món, i de llavors ençà l'anihilament és l'única "salvació" de l'ésser, la seua única possibilitat de "redempció". Per a Mainländer, la vida en si mateixa no té valor, i "la voluntat, esperonada pel coneixement que no ser és millor que ser, és el principi màxim de la moralitat". Quan l'individu, en observar la seua voluntat, s'assabenta que la seua salvació rau en la seua mort, la seua voluntat de viure es transforma en voluntat de mort. La voluntat de viure és, en aquesta perspectiva, sols el mitjà emprat per la voluntat de mort per a assolir el seu objectiu. 

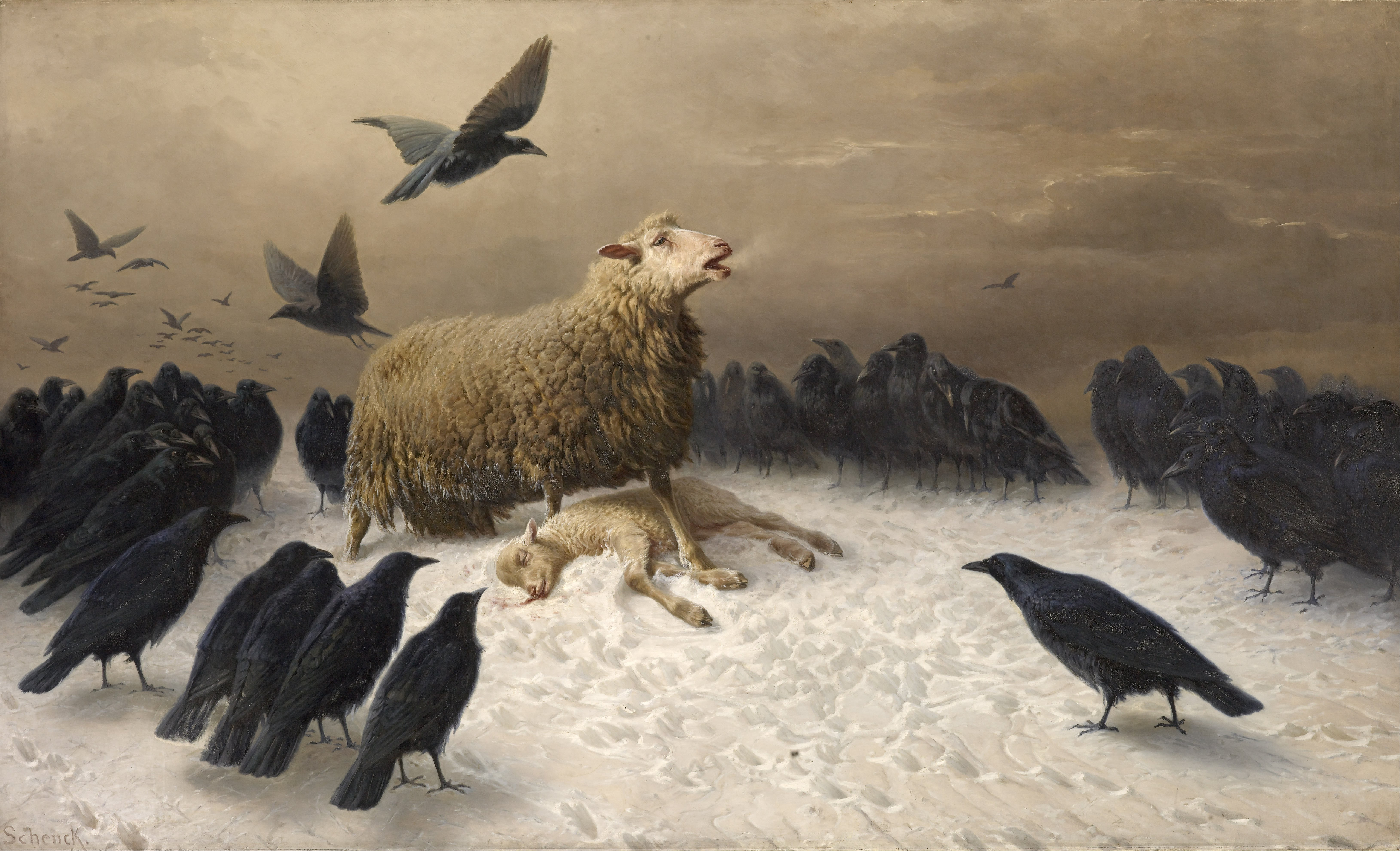
Per a Mainländer, "Déu està mort i el món mateix, condemnat a desaparéixer, és el seu "cos podrit"

A diferència d'Arthur Schopenhauer, Mainländer arriba a una concepció pluralista de la realitat, designada nominalisme. Aquest pluralisme ontològic implica que les voluntats individuals són mortals, que l'existència d'un individu és limitada en durada i en extensió. La desaparició d'un individu duu al silenci de la seua voluntat, que es redueix al no-res. En la metafísica de Schopenhauer, en canvi, les voluntats individuals eren únicament manifestacions de l'essència del món (la voluntat). Per tant, la desaparició dels individus no podia pas extingir la voluntat, perquè hauria calgut reduir al no-res tot el món per a fer-ho. La metafísica pluralista de Mainländer, per contra, possibilita l'anihilament de la voluntat, i duu a atribuir a la mort un poder negatiu essencial: fer desaparéixer l'essència del món (entés com a suma de tots els individus). Atés que el no ser és superior al ser, la mort atorga un benefici real, fins i tot més important que tots els altres, perquè és definitiva. Aquest benefici és el de la pau i la tranquil·litat eternes, que Mainländer designa "redempció", i reprén així el lèxic del cristianisme. Interpreta el cristianisme, en la seua forma mística, com una religió de renúncia i salvació, com una primera revelació de la seua pròpia filosofia. Mainländer remarca el significat decisiu del seu pluralisme ontològic: la realitat és només l'existència de voluntats individuals. Rebutja la visió metafísica d'Arthur Schopenhauer, i amb aquesta la idea d'una voluntat còsmica universal per damunt i més enllà de la voluntat individual, i sosté el caràcter "immanent", empíric i representacional -per tant, no metafísic- del coneixement, limitat a l'àrea de la consciència individual. Per a ell, cada voluntat, entesa com a autosuficient des del punt de vista del coneixement i ontològicament, està radicalment separada de les altres. Mainländer accepta, però, que les ciències naturals mostren que tots els éssers del món estan sistemàticament interconnectats, de manera que cada cosa depén d'una altra segons lleis necessàries. La ciència sembla així contradir la tesi que qualsevol voluntat és tancada en si mateixa (i, per tant, lliure). Aquesta aparent contradicció pot, tanmateix, ser resolta, segons Mainländer, introduint-hi la dimensió del temps: al principi, abans del principi del temps, hi havia una singularitat única, pura, sense cap mena de divisió. Al principi dels temps, la unitat originària del món es fragmentà i diferencià, i començà així un procés de divisió que s'ha mantingut de llavors ençà. De la unitat primitiva del món resta el principi de la interconnexió de les coses segons les lleis de la natura; la unitat subjacent de les coses, però, pertany al passat, i per això no lleva el caràcter individual de la voluntat.
Mainländer elabora el seu concepte de la mort de Déu per a aclarir aquest passatge de la conversió de la unitat originària a la multiplicitat. Hi afirma: "Déu ha mort i la seua mort és la vida del món". Com el cristianisme havia intuït amb la figura de Crist, Déu -és a dir, la singularitat inicial- se sacrificà donant a llum el món. Tot i que no podem conéixer realment les modalitats d'aquest engendrament, se'n pot, segons Mainländer, tenir alguna idea per analogia amb nosaltres. En aquesta perspectiva, construeix una notable mitologia antropomòrfica de la creació, en què Déu apareix com un individu lliure i omnipotent, però que descobreix amb horror la seua limitació en el fet de la seua existència, que no pot pas abolir directament, perquè és la condició primària de la seua existència, tot el seu poder. Déu, ara angoixat, s'adona que la seua existència actual té un valor negatiu, i per tant val menys que la seua inexistència. Aleshores decideix posar-hi fi; no directament, perquè li és impossible, sinó mitjançant una creació. En crear el món i després fragmentar-lo en multitud d'entitats individuals, pot realitzar a poc a poc el seu desig d'autodestrucció. És aquest impuls diví cap a l'autodestrucció i l'anihilació el que esperona tot el cosmos, fins i tot si l'impuls cap a la vida (la voluntat de viure) sembla dominar-lo a colp d'ull. Per exemple, la voluntat de viure que hi ha en les plantes i els animals de l'àmbit orgànic coexisteix, de manera indirecta o inconscient, amb la voluntat de mort: és a dir, la voluntat de mort s'"emmascara" o oculta per la voluntat de viure. La voluntat de morir, però, triomfa gradualment i inevitable sobre la voluntat de viure, perquè qualsevol ésser viu, tard o d'hora, mor i deixa d'existir, com derivat de l'anhel originari de Déu cap al no ser. Tot el que existeix, des del regne inorgànic fins a l'orgànic, està regit per un procés fatal d'anihilació còsmica que es tradueix en el nivell físic en entropia, i en el nivell dels éssers vius en lluita i conflicte. Mainländer opina que aquest procés és ineluctable, com una tragèdia grega en què el destí d'allò del que s'intenta escapar, sempre acaba per complir-se. En aquesta macabra tragèdia, el món no és més que "el cos podrit de Déu". Jorge Luis Borges comentà la cosmovisió de Mainländer en El Biathanatos: "pense en aquell tràgic Philipp Batz, que s'anomena en la història de la filosofia Philipp Mainländer. Fou, com jo, un lector apassionat de Schopenhauer. Sota el seu influx (i potser sota el dels gnòstics) imaginà que som fragments d'un Déu, que al començament dels temps es va destruir, àvid de no ser. La història universal és la fosca agonia d'aquests fragments."

#### Eduard von Hartmann

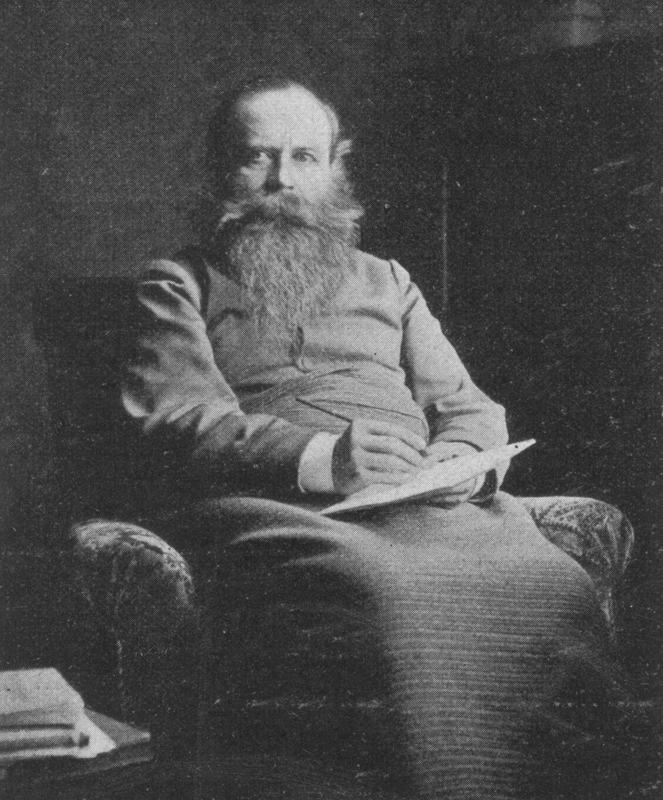
Segons Eduard von Hartmann, és només amb l'intent d'obtenir la felicitat que els humans poden aprendre el desig del no-res; i quan aquest coneixement s'haja tornat universal, o general, vindrà l'alliberament i el món cessarà

En la seua obra Filosofia de l'inconscient, la primera edició de la qual va aparéixer el 1869 i es feu famosa ja en els primers anys de la seua publicació, Eduard von Hartmann, alhora que es presenta com l'hereu d'Arthur Schopenhauer, reemplaça el principi schopenhauerià de la voluntat pel seu principi de l'inconscient. L'inconscient, més aviat un concepte més metafísic que psicològic, és l'actor invisible de la història i l'instigador ocult de l'evolució, incloent-hi indissociablement la voluntat irracional que empeny el món a existir (en el sentit de Schopenhauer), i la "idea", en el sentit hegelià, que és l'element racional que organitza el món.
L'inconscient és alhora voluntat, raó (aquesta també considerada idea) i el fonament absolut que abasta l'existència. Així, influït per Hegel i per Schopenhauer, sosté que l'evolució de la història es dirigeix al desplegament de la idea i al seu predomini sobre la voluntat (inconscient). És, però, precisament la voluntat, considerada com a principi irracional, la que ha creat el món. El món està inevitablement ple de mals i dolors que no són pas eradicables, i el desplegament progressiu de la Idea significa la progressiva presa de consciència d'aquests mals i la seua inevitabilitat, no la seua substitució per la consciència. Una "negació universal de la voluntat" apareixerà com a única solució per al gènere humà que ha assolit la plena consciència, amb l'inconscient evocant la raó i amb el seu ajut creant el millor dels mons possibles, que conté la promesa de la seua redempció de l'existència real per l'emancipació de la raó de la seua subjugació a la voluntat en la raó conscient del pessimista il·lustrat.
En un article del 1945, Albert Camus escrigué: "la idea que una filosofia pessimista és necessàriament una filosofia del desànim és una idea pueril". Camus ajudà a popularitzar la idea de l'absurd, un terme clau en el seu famós assaig El mite de Sísif. Igual que els filòsofs pessimistes anteriors, Camus veié la consciència i la raó humanes com allò que "m'oposa a tota la creació".  Per a Camus, aquest xoc entre una ment raonadora que anhela significat i un món "silenciós" és el que produeix el problema filosòfic més important: el suïcidi. Camus creia que les persones sovint escapen de l'absurd amb "elusió" (l'esquive), un "truc" per a "aquells que viuen no pas per a la vida mateixa sinó per a una gran idea que la transcendirà, la refinarà, li donarà un sentit". Considerava el suïcidi i la religió com a maneres no autèntiques d'eludir o escapar del problema de l'existència. Per a Camus, l'única opció era acceptar-ho de manera rebel i viure amb l'absurd, perquè "no hi ha destí que no puga ser superat pel menyspreu". Va il·lustrar la seua resposta a la condició de l'absurd utilitzant el personatge mític grec de Sísif, condemnat pels déus a empényer una roca pujol amunt per sempre. Camus imaginà Sísif mentre empenyia la roca, adonant-se de la inutilitat de la seua tasca, però fent-la de totes maneres per rebel·lia: "Cal imaginar-se Sísif feliç".
La idea d'una salvació de l'inconscient dona, així mateix, la base darrera de l'ètica de von Hartmann. Hem d'afirmar provisionalment la vida i lliurar-nos a l'evolució social, en comptes de lluitar per una felicitat impossible; així, veurem que la moralitat fa la vida menys infeliç del que seria d'una altra manera. El suïcidi i totes les altres maneres d'egoisme són censurables. Epistemològicament, Von Hartmann és un realista transcendental, que defensa els seus punts de vista i critica agudament els dels contraris. El seu realisme li permet mantenir la realitat del temps i, en conseqüència, del procés de salvació del món.

#### Friedrich Nietzsche

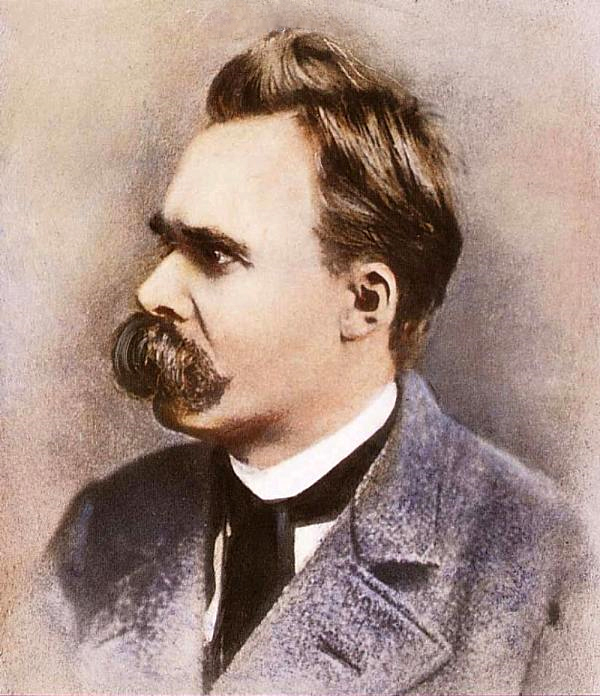
Criticant el pessimisme dels seus contemporanis alemanys, "un pessimisme dels febles", Nietzsche pretén introduir la seua versió del pessimisme: "pessimisme dionisíac", o "un pessimisme dels forts".

Es podria dir que Friedrich Nietzsche és un filòsof pessimista, malgrat que, a diferència de Schopenhauer (al qual llegia amb avidesa), la seua resposta a la visió pessimista tràgica no és pas ni resignada ni abnegada, sinó una manera de pessimisme que afirma la vida. Per a Nietzsche es tractava d'un "pessimisme del futur", un "pessimisme dionisíac", que identificà amb el que veié com el pessimisme dels presocràtics grecs i també al cor de la tragèdia grega antiga. Considerava la tragèdia una revelació de la terrible naturalesa de l'existència humana, unida a un flux constant. En contrast, veia la filosofia socràtica com un refugi optimista dels que no podien suportar la tragèdia. Com que Sòcrates sostenia que la saviesa podia conduir a la felicitat, Nietzsche ho considerà com "moralment parlant, una mena de covardia, ... amoralment, un ardit".:172  Nietzsche també criticà el pessimisme de Schopenhauer, i hi argumentà que, en jutjar el món negativament, hi emetia judicis morals i, per tant, duia a la feblesa i al nihilisme. La resposta de Nietzsche en fou una acceptació total de la naturalesa del món, un "gran alliberament" mitjançant un "pessimisme de la força" que "no jutja aquesta condició". :178 Creia que la tasca del filòsof era manejar aquest pessimisme com un martell, atacar primer la base de les velles moralitats i creences i després "fer-se un nou parell d'ales", és a dir, revaluar tots els valors i crear-ne de nous. :181 Un tret clau d'aquest pessimisme dionisíac era "dir sí" a la naturalesa canviant del món, i això implicava abraçar la destrucció i el patiment amb alegria i per sempre (d'ací les idees d'amor fati i etern retorn). :191 El pessimisme per a Nietzsche era un art de viure que és "bo per a la salut" com un "remei i un ajut al servei de la vida que creix i lluita". :199

### Crítica del pessimisme alemany a l'estat francés
Fins i tot abans de la traducció al francés de l'obra d'Eduard von Hartmann, Filosofia de l'inconscient, del 1877, el pessimisme alemany ja havia atret l'atenció dels filòsofs francesos, que començaren a interessar-se per Schopenhauer i per la filosofia de l'inconscient. Aquesta es percebé aviat com a problemàtica i serví de contrast a una filosofia francesa que, en aqueixos temps d'humiliació nacional, cercava marcar la seua identitat, Elme Marie Caro i Adolphe Franck, entre d'altres, van denunciar el pessimisme alemany com un sistema basat en principis arbitraris. Per a Caro en particular, es tracta d'"una filosofia fosca en el seu principi, massa clara en les seues conseqüències" i molt "antipàtica a l'esperit francés". Alfred Fouille ho considera una interpretació dels fets "sovint aventurera" i critica els principis metafísics, als quals contraposa les seues pròpies tesis sobre el paper fonamental de la "voluntat" i la "consciència". Charles Renouvier hi veu l'expressió del culte per força al destí, propi de l'"esperit germànic".
Després de la publicació, el 1878, de l'obra de Caro Le Pessimisme au XIXe siècle: Léopardi, Schopenhauer, Hartmann, les crítiques franceses a les doctrines de Schopenhauer i Hartmann vingueren de tot arreu, tant de l'espiritualisme francés com del neokantisme i el positivisme. A més a més del determinisme i el panteisme, el pessimisme constitueix el centre de la crítica. Caracteritza, per als filòsofs francesos de la fi del segle xix, un estil de pensament que s'oposa radicalment al racionalisme cartesià i a l'optimisme de la Il·lustració, del qual es van fer guardians en el seu projecte comú per a posar fi a la Revolució Francesa. Ja que qüestiona l'esperança d'una societat democràtica i racional, així com el postulat d'un Déu personal que gratifique l'acció moral, el pessimisme alemany se'ls presenta com un perill intel·lectual, o com un símptoma de la crisi moral o la decadència espiritual d'Occident. Jutjat com un episodi negatiu en l'existència de les idees, se'l vincula sovint al nihilisme, del qual seria el presagi, o del qual constituiria la forma alemanya. També el van veure com un avatar o degeneració de la filosofia romàntica.

### Pessimisme victorià
El pessimisme de molts pensadors de l'època victoriana s'ha atribuït a una reacció contra les opinions "benignament progressistes" de la Il·lustració, que sovint expressaven els membres del Romanticisme. Els treballs de Schopenhauer, en especial el seu concepte de la primacia de la voluntat, també s'han citat com una gran influència en el pessimisme victorià, així com la publicació de Darwin del 1859 de L'origen de les espècies.
Alguns escriptors britànics de l'època han destacat pel pessimisme generalitzat de les seues obres, com ara Matthew Arnold, Edward FitzGerald, James Thomson, Algernon Charles Swinburne, Ernest Dowson, A. E. Housman, Thomas Hardy, Christina Rossetti, i Amy Levy; els temes pessimistes s'ocupen sobretot de l'amor, del fatalisme i del dubte religiós. Els poemes de l'escriptor canadenc Frederick George Scott també s'han citat com un exemple de pessimisme victorià, així com els poemes de l'estatunidenc Edwin Arlington Robinson.
Durant aquest període, les representacions artístiques de la natura es van transformar, de benèvoles, edificants i divines, a activament hostils, competitives o indiferents. Alfred Tennyson exemplificà aquest canvi amb "Naturalesa, vermella en dents i arpes", en el seu poema In memoriam del 1850.

### Pensament antimodern
A la fi del segle xix, el pessimisme filosòfic s'alimenta de l'escepticisme respecte al progrés. En la dècada dels 1880, el corrent antimodern aplana el camí a l'èxit del pessimisme en els cercles intel·lectuals i literaris francesos, en què ja s'expressava la nostàlgia d'una època passada: l'era preindustrial o prerevolucionària. El crític literari Ferdinand Brunetière, que s'identificà amb la filosofia d'Arthur Schopenhauer, veu així en el pessimisme una doctrina autènticament moral que insta a la devoció, a la pietat i a la caritat, i que permet superar en l'acció individual la desesperació social que hi donà origen. Per a aquest adversari de la modernitat, "foren els pessimistes els qui van inventar l'ideal; els optimistes sempre estan contents amb la realitat".
Brunetière oposa el pessimisme filosòfic al hegelianisme predominant i a la tesi del rol dominant de la intel·ligència en l'ésser humà. Mentre que l'optimisme, com a creença en la "llei del progrés" i la "bondat de la vida", és una facilitat que duu al fatalisme, la inèrcia i l'immoralisme, el pessimisme es basa en una comprensió lúcida de la realitat, en què la primacia de "voler viure" implica una moral exigent que considera seriosament la negació de la nostra naturalesa apetitiva. La moral pessimista, lluny de propalar la inèrcia, com opinen els seus detractors, és tot el contrari, segons Brunetière "el principi mateix i la font de l'autèntica activitat", perquè pretén alliberar l'ésser humà de les urpes de la natura. Solament creient, com Schopenhauer, que "la natura danya les coses", que "la vida és dolenta", i rebutjant amb ell qualsevol idea de la llei del progrés, que podem actuar veritablement i així millorar la nostra condició comuna de "criatures miserables".

#### Hippolyte Taine

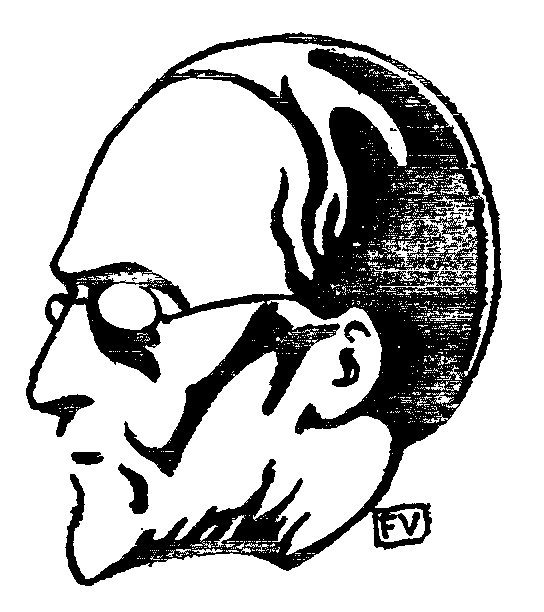
Retrat estilitzat d'Hippolyte Taine (1897). Per a aquest historiador filosòfic "la gran desgràcia humana, i el seu veritable pecat original, és nàixer"

Amb el filòsof i historiador Hippolyte Taine, el pessimisme filosòfic es combina amb l'optimisme científic. Per a aquest menyspreador de la Revolució francesa, com més pensa i coneix l'ésser humà sobre el món, més pateix. Els beneficis de la civilització moderna, i de la ciència en particular, no són pas prou per a compensar el patiment que resulta de l'augment del nivell de sensibilitat general. Taine veu la vida com un regal fatal. La civilització i la felicitat li semblen dos fenòmens antagònics. Sent la vida essencialment roïna, no pot ser pas millorada pel seu progrés. En va cerca l'ésser humà guarir-se les malalties, perquè moltes voltes el remei és pitjor que la malaltia. El pessimisme de Taine va encara més lluny que el de Schopenhauer, perquè defensa la inutilitat de la renúncia i la inevitabilitat de la desgràcia. Taine opina que "la gran desgràcia de l'ésser humà, i el seu veritable pecat original, és nàixer".

### Segle XX

#### Peter Wessel Zapffe

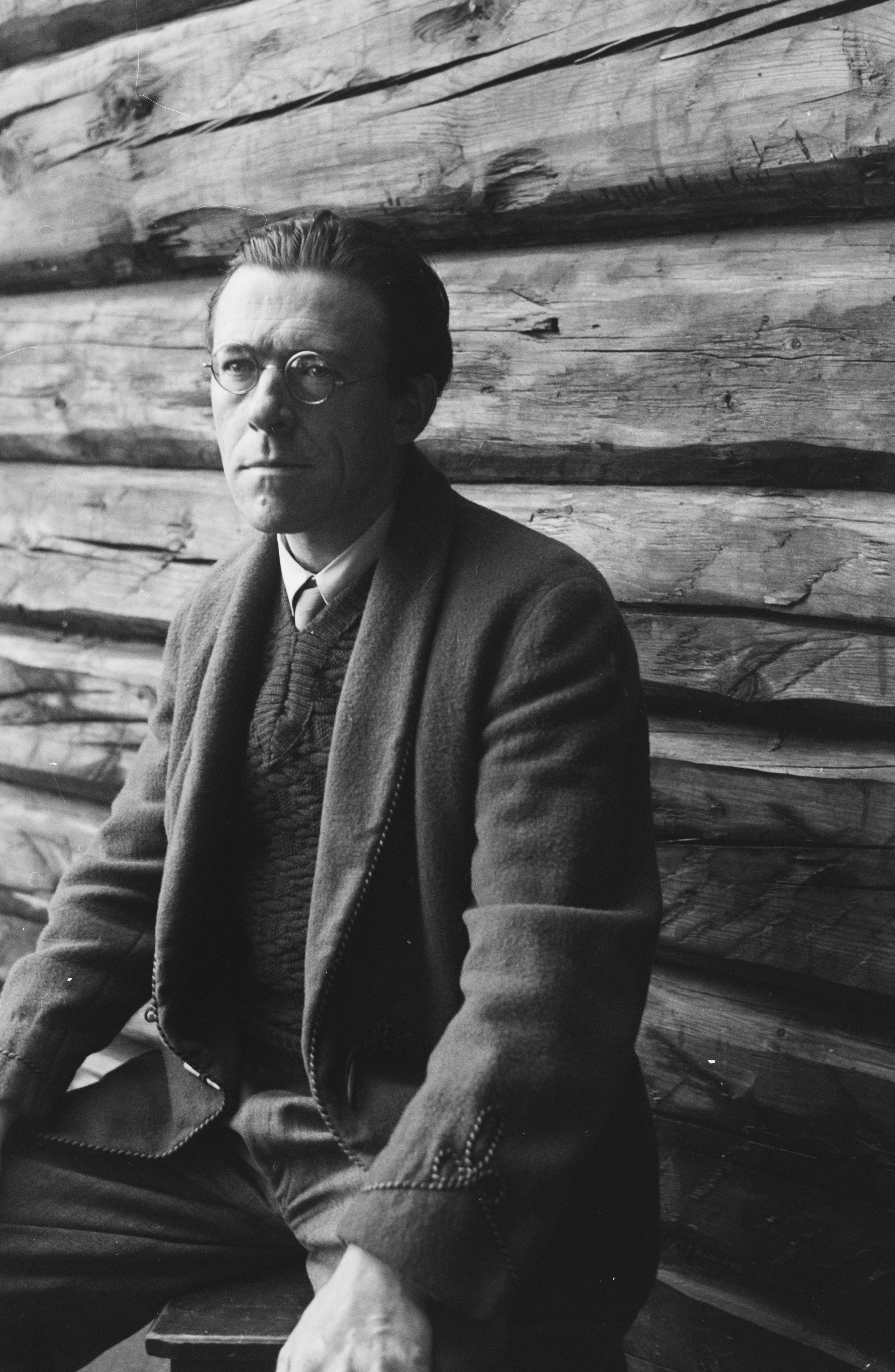
Zapffe considerava els humans com una espècie de paradoxa biològica

Peter Wessel Zapffe argumentà que l'evolució atorgà als humans un excedent de consciència que els permeté considerar el seu lloc en el cosmos i anhelar la justícia i el sentit junt amb la llibertat del patiment i la mort, alhora que eren conscients que la natura o la realitat en si mateixa no pot satisfer aquests anhels i exigències espirituals. Per a Zapffe, això fou un subproducte tràgic de l'evolució: la plena aprensió dels humans a la seua desafortunada i vulnerable situació en el món, segons ell, els faria caure en un estat de "pànic còsmic" o terror existencial. El coneixement humà sobre el seu ésser es reprimeix així mitjançant l'ús de quatre mecanismes, conscients o no, que ell denomina aïllament, ancoratge, distracció i sublimació.
En el seu assaig L'últim Messies, descriu aquests quatre mecanismes de defensa així:
La teoria del maneig del terror, de la psicologia social i evolutiva, està d'acord amb la visió de Zapffe que les habilitats cognitives superiors dels éssers humans impliquen una mena d'ansietat existencial que ha de ser reprimida o tractada d'alguna manera. Segons aquesta teoria, aquesta angoixa existencial naix de la juxtaposició de la consciència dels éssers humans de si mateixos com a animals transitoris que cerquen sobreviure en un univers sense sentit, destinats a morir i decaure: la repressió de tal consciència es fa amb concepcions simbòliques de la realitat que donen sentit, ordre i permanència a l'existència; proporcionar estàndards per al que és valuós i prometre alguna mena d'immortalitat literal o simbòlica als que creuen en la cosmovisió cultural i viuen d'acord amb els seus estàndards de valor.

#### Emil Cioran

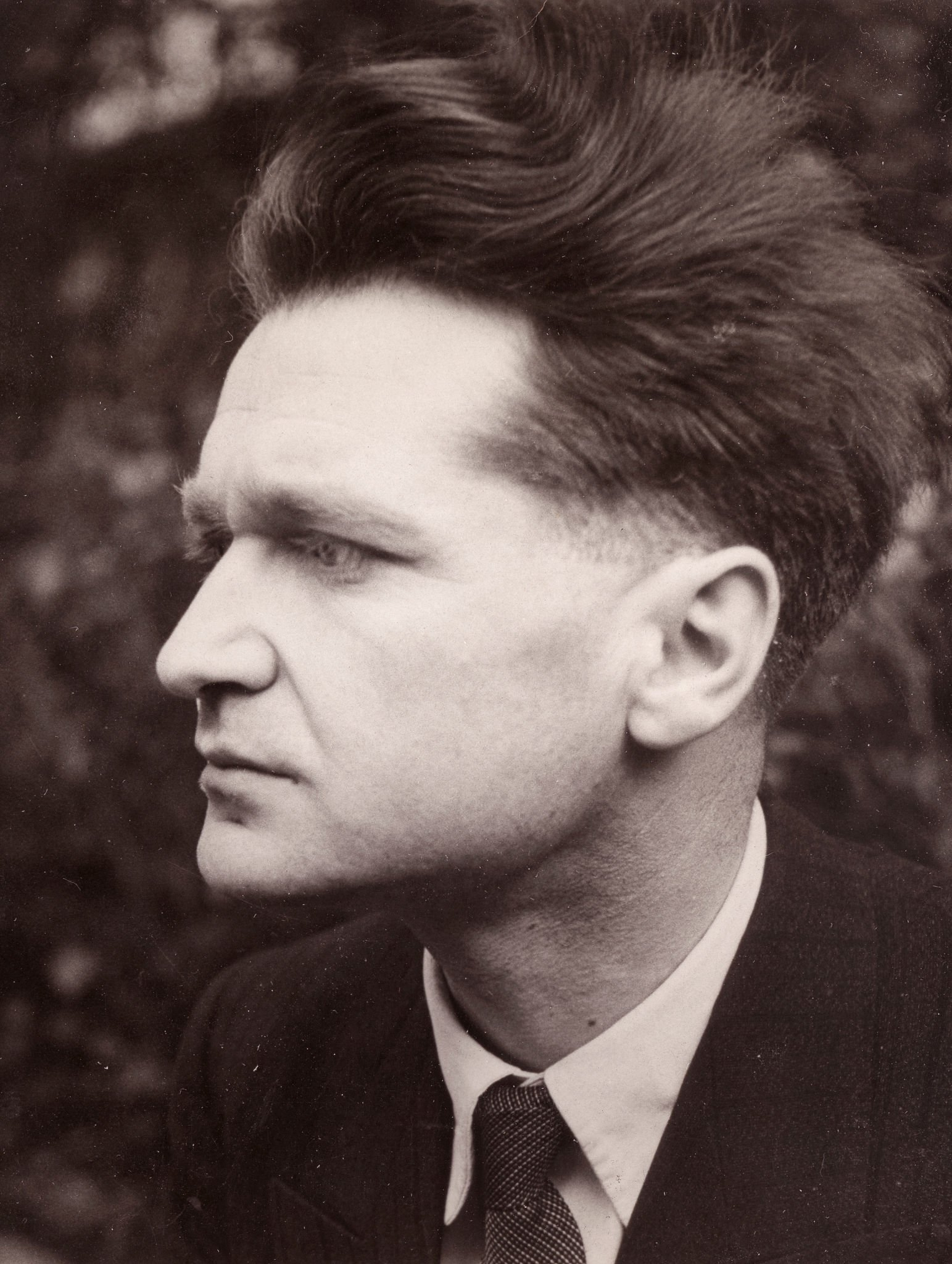
Cioran va descriure l'existència com un exili al qual vam ser condemnats en nàixer, i el no-res és la nostra veritable llar

Les obres d'Emil Cioran estan amarades de pessimisme filosòfic, i parlen sobre el fracàs, el patiment, la decadència, l'existencialisme i el nihilisme. Mancat d'interés pels sistemes filosòfics tradicionals i el seu argot, rebutja l'especulació abstracta en favor de la reflexió personal i el lirisme apassionat. El seu primer llibre, En els cims de la desesperació, creat com a resultat del seu insomni crònic, s'estén sobre "la desesperació i la decadència, l'absurd i l'alienació, la futilitat i la irracionalitat de l'existència". Cioran valora com un fracàs la condició humana, l'univers i la vida mateixa: "la vida és un fracàs del gust que ni la mort ni la poesia poden esmenar". William H. Gass descrigué La temptació d'existir de Cioran com "una novel·la filosòfica sobre els temes moderns de l'alienació, l'absurd, l'avorriment, la futilitat, la decadència, la tirania de la història, les vulgaritats del canvi, la consciència com a angoixa, la raó com a malaltia".
La visió de Cioran de la futilitat de la vida i la totalitat del seu fracàs potser existí des d'una edat primerenca. El 1935, la seua mare li digué que si hagués sabut que seria tan miserable, hauria avortat. Això dugué Cioran a reflexionar més tard: "Soc simplement un accident. Per què prendre-s'ho tot tan a pit?"
Cioran va escriure obres amb aforismes. Referint-se a la seua elecció de fer-ho, va dir: 
"Només escric aquesta mena de coses perquè explicar m'avorreix terriblement. Per això dic que quan he creat aforismes és que m'he tornat a enfonsar en la fatiga, per a què molestar-se. I així, l'aforisme és menyspreat per la gent "seriosa": els acadèmics el menyspreen. Quan lligen un llibre d'aforismes, afirmen: "Ai, guaita el que ha dit aquest paio deu pàgines endarrere, ara diu tot el contrari. No és pas seriós". Jo puc col·locar dos aforismes contradictoris l'un a la vora de l'altre. Els aforismes també són veritats momentànies. No són decrets. I podria dir-los en quasi tots els casos per què vaig escriure aquesta o aquella frase, i quan. Sempre es posa en marxa per una trobada, un incident, un atac de temperament, però tots tenen una causa. No són pas en absolut gratuïts."
En De l'inconvenient d'haver nascut, Cioran, amb aforismes, examina el problema de ser portat a l'existència en un món que és difícil d'acceptar o rebutjar totalment. Cioran resumeix la futilitat de la vida i propugna l'antinatalisme dient: "Hem perdut, en nàixer, tant com perdrem en morir. Tot."
Cioran rebutjà el suïcidi, ja que considerava que aquest i la mort mancaven del mateix sentit que la vida en un món sense sentit. En De l'inconvenient d'haver nascut, contrasta el suïcidi amb el seu antinatalisme: "No paga pas la pena molestar-se a suïcidar-se, perquè un sempre se suïcida massa tard". Va argumentar, però, que considerar el suïcidi podria dur els humans a viure una vida millor.

### Segle XXI

#### Julio Cabrera
D'acord amb l'ontologia de Julio Cabrera, la vida humana té un valor estructuralment negatiu. És adir, la vida humana no provoca malestar en l'ésser humà pels fets particulars que ocorren en la vida de cada individu, sinó pel propi ser o naturalesa de l'existència humana com a tal. Aquestes característiques formen el que Cabrera diu la "terminalitat de l'ésser", això és, el seu valor estructuralment negatiu: 
1. El ser adquirit per un ésser humà en nàixer és decreixent (o "decadent"), en el sentit d'un ésser que comença a acabar-se des del mateix sorgiment, seguint una única i irreversible direcció de deterioració i decadència, la consumació completa de la qual pot succeir en qualsevol moment entre alguns minuts i al voltant de cent anys.
2. Des del moment en què naixen, els éssers humans es veuen afectats per tres tipus de friccions: el dolor físic (malalties, accidents i catàstrofes naturals als quals sempre estan exposats); descoratjament ("falta de voluntat", o d'"ànim" o d'"esperit", per a continuar actuant, des de lleus taedium vitae fins a maneres greus de depressió), i en acabant, exposició a les agressions d'altres humans (des del xafardeig i la calúmnia fins a les diverses maneres de discriminació, persecució i injustícia), agressions que també nosaltres podem infligir als altres, també sotmesos, com nosaltres, als tres tipus de friccions.
3. Per a defensar-se de (1) i (2), els éssers humans estan dotats de mecanismes de creació de valors positius (ètics, estètics, religiosos, lúdics, recreatius, així com valors continguts en les accions humanes de tot tipus), que els humans han de mantenir constantment actius. Tots els valors positius que apareixen dins la vida humana són reactius i pal·liatius; no sorgeixen de l'estructura de la vida mateixa, sinó que són introduïts per la lluita permanent contra la vida decadent i els seus tres tipus de friccions, lluita que està condemnada a ser perduda, en qualsevol moment, per qualsevol de les friccions esmentades o per la progressiva decadència de l'ésser.

Per a Cabrera, aquesta situació s'agreuja per un fenomen que ell anomena "impediment moral", això és, la impossibilitat estructural d'actuar en el món sense danyar o manipular algú en algun moment. Segons ell, l'impediment moral no es dona necessàriament per una falta moral en nosaltres, sinó per la situació estructural en què estem situats. Els valors positius creats en la vida humana naixen en un entorn estret i angoixant en què l'ésser humà es veu acorralat per la presència del seu cos en descomposició, així com pel dolor i el desànim, en una complexa i holística trama d'accions en què ens veiem abocats a comprendre situacions socials diverses i prendre decisions pertinents, de manera que és difícil que la nostra imperiosa necessitat de construir els nostres valors positius no acabe perjudicant els projectes d'altres humans que també estan tractant de fer el mateix, això és, construir els seus valors positius.

#### David Benatar
David Benatar defensa l'antinatalisme i el pessimisme filosòfic en les seues obres, i argumenta que la procreació és moralment indefensable en Better Never to Have Been (Millor mai no haver-hi estat)  i en The Human Predicament (El predicament humà), perquè una visió pessimista de l'existència és més realista i adequada que una d'optimista; també es preocupa per distingir el pessimisme del nihilisme, i hi argumenta que els dos conceptes no són pas sinònims.
Per a recolzar la seua manera de pessimisme, Benatar esmenta una sèrie de diferències empíriques entre els plaers i els dolors de la vida, com ara que els plaers més intensos són de curta durada (per exemple, els orgasmes), mentre que els dolors més punyents poden ser molt més duradors. Els pitjors dolors que es poden experimentar són pitjors en qualitat que els millors plaers són bons, i en dona com a exemple l'experiment mental de si s'acceptaria "una hora dels més deliciosos plaers a canvi d'una hora de les pitjors tortures", a més a més de citar Schopenhauer, que plantejà un argument semblant, quan demanava als lectors que “comparassen els sentiments d'un animal que està devorant un altre, amb els d'aquest altre”. La quantitat de temps que pot passar perquè es compleixen els desigs (amb alguns dels desigs mai satisfets); la rapidesa amb què el cos pot lesionar-se o emmalaltir, i la relativa lentitud de la recuperació (a voltes mai no se n'aconsegueix la recuperació total);  l'existència del dolor crònic, i la inexistència comparativa de plaer crònic; el gradual i inevitable declivi físic i mental al qual està sotmesa qualsevol vida pel procés d'envelliment; la manera natural en què ens arriben les coses roïnes de la vida sense esforç, i els esforços que es necessiten fer per a protegir-se'n i tenir les coses bones; la manca d'un sentit còsmic o transcendent de la vida humana en el seu conjunt (manllevant un terme de Spinoza, segons Benatar les nostres vides manquen de sentit des de la perspectiva de l'univers, és a dir, sub specie aeternitatis);  i, en acabant, conclou que, fins i tot si s'argumenta que les coses roïnes de la vida són en un cert sentit necessàries perquè els éssers humans en valoren les coses bones, o si més no per a valorar-les plenament, afirma que no és clar que aquesta apreciació exigisca tot el mal que hi ha, i que les nostres vides siguen pitjors del que serien si les coses roïnes no fossen en tal sentit necessàries.
"La vida humana seria molt millor si el dolor fos fugaç i el plaer perllongat; si els plaers fossen molt millors que els dolors roïns; si fos realment difícil lesionar-se o emmalaltir; si la recuperació fos ràpida quan ens ha sobrevingut una lesió o una malaltia; i si els nostres desigs es complissen instantàniament i no donassen pas a nous desigs. La vida humana també seria immensament millor si visquéssem durant molts milers d'anys amb bona salut i si fóssem molt més savis, intel·ligents i moralment millors del que som."

### Els animals no humans
A part de la situació humana, molts filòsofs pessimistes també emfasitzen la qualitat negativa de la vida dels animals no humans, criticant la noció de la natura com un creador "savi i benèvol". En la seua obra guanyadora del Premi Pulitzer del 1973 La negació de la mort, Ernest Becker ho descriu així:
¿Què farem amb una creació en què l'activitat rutinària dels organismes és esgarrar els altres amb dents de tot tipus: mossegar, triturar carn, tiges de plantes, ossos entre queixals, empényer la polpa àvidament per la gola amb delit, incorporant la seua essència a la pròpia organització, i després excretant-ne amb pudor pestilent i gasos el residu. Tots cercant-ne d'altres per a incorporar-los com a comestibles. Els mosquits que s'unflen de sang, els cucs, les abelles assassines que ataquen amb fúria demoníaca, els taurons que continuen esgarrant i empassant mentre els arranquen les entranyes, sense esmentar l'esquarterament i la matança diària en accidents "naturals" de tota mena: un terratrèmol soterra vius 70.000 cossos al Perú, els cotxes fan una piràmide de més de 50.000 a l'any només als Estats Units, un sisme submarí arrasa més d'un quart de milió a l'oceà Índic. La creació és un malson espectacular que ocorre en un planeta que ha estat mullat durant centenars de milions d'anys en la sang de totes les seues criatures. La conclusió més sòbria a què podem arribar sobre el que realment ha estat succeint en el planeta durant uns tres mil milions d'anys és que s'està convertint en un gran pou de fertilitzant. Però el sol ens distreu l'atenció, eixugant sempre la sang, fent que les coses hi cresquen al damunt, i amb la seua calor donant l'esperança que ve amb el benestar i l'expansió de l'organisme.
Es pot dir que la teoria de l'evolució per selecció natural justifica una mena de pessimisme filosòfic basat en una avaluació negativa de la vida dels animals en la natura. El 1887, Charles Darwin expressà un sentiment de rebel·lió davant la noció que la benevolència de Déu és limitada, afirmant: "Quin avantatge pot haver-hi en els patiments de milions d'animals inferiors durant un temps gairebé infinit?" L'activista antiespecista i filòsof moral Òscar Horta Álvarez pensa que, a causa dels processos evolutius, el patiment no sols és inevitable en la natura, sinó que preval sobre la felicitat. Per al biòleg evolutiu Richard Dawkins, la natura no és pas de cap manera benèvola. Opina que el que està en joc en els processos biològics és la supervivència de les seqüències d'ADN dels gens. Dawkins també afirma que mentre l'ADN es transmeta, no importa pas quant de patiment comporte aquesta transmissió i que als gens no els importa la quantitat de patiment que causen perquè cap cosa els afecta emocionalment. És a dir, la natura és indiferent a la infelicitat, tret que tinga un impacte en la supervivència de l'ADN. Tot i que Dawkins no estableix clarament la prevalença del patiment sobre el benestar, considera que la infelicitat és l'"estat natural" dels animals salvatges:
La quantitat completa de patiment per any en el món natural està més enllà de tota consideració decent. Durant el minut en què componc aquesta oració, milers d'animals estan sent devorats vius; altres corren per salvar la vida, gemegant de por; altres estan sent devorats a poc a poc des de dins per paràsits; milers de tota mena es moren de fam, set i malalties. Ha de ser així. Si alguna volta hi ha un temps d'abundància, aquest mateix fet conduirà automàticament a un augment de la població fins que es restablisca l'estat natural de fam i misèria. ... En un univers de forces físiques cegues i replicació genètica, unes persones eixiran danyades, altres tindran sort, i no trobaràs pas ni rima ni raó en això, ni justícia. L'univers que observem té justament les propietats que hauríem d'esperar si no hi ha, en el fons, cap mena de disseny, cap propòsit, ni mal ni bé, res més que indiferència cega i despietada. 